# Stockton and Darlington Railway

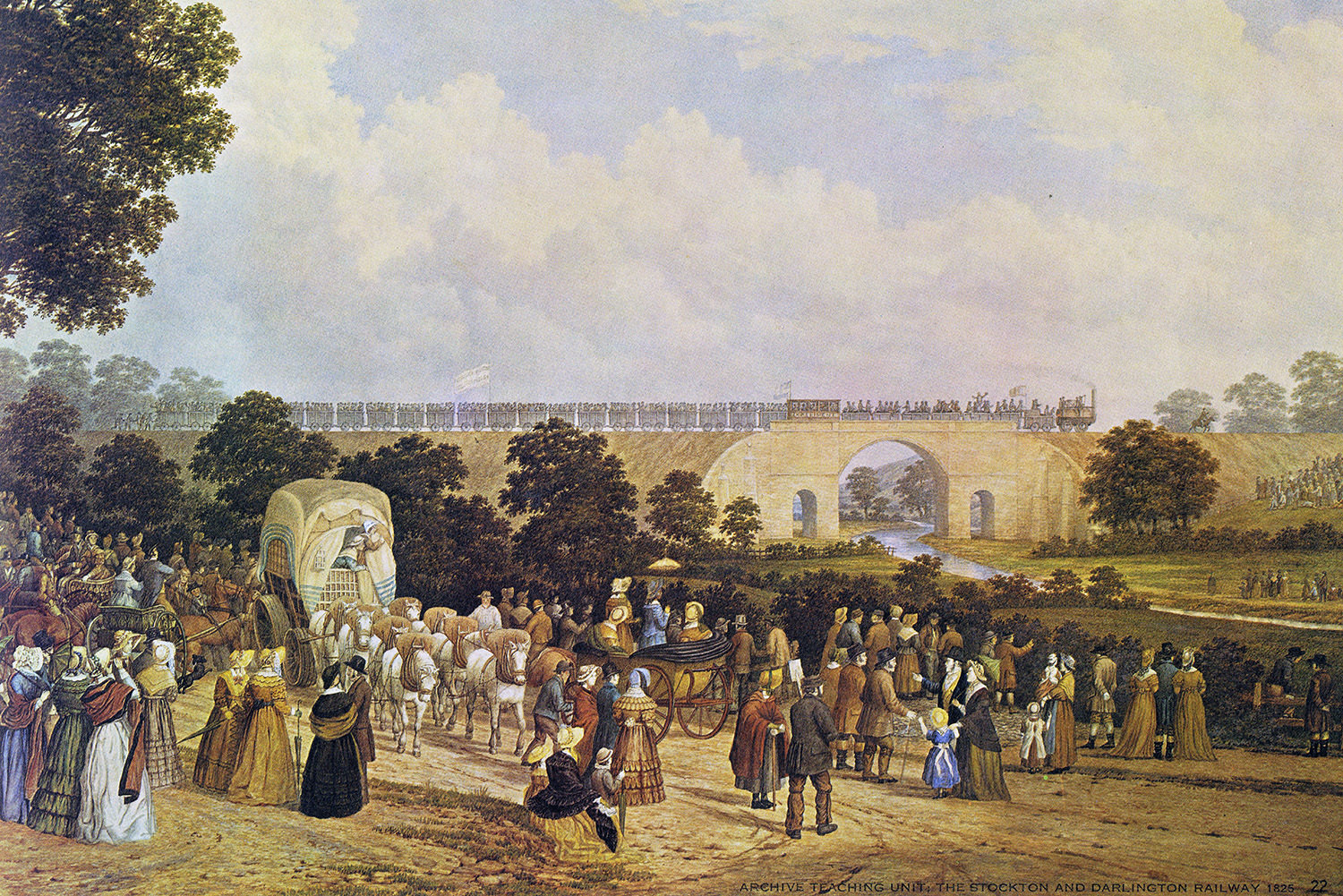
Eröffnung der Stockton and Darlington Railway 1825, Gemälde von John Dobbin ca. 1875

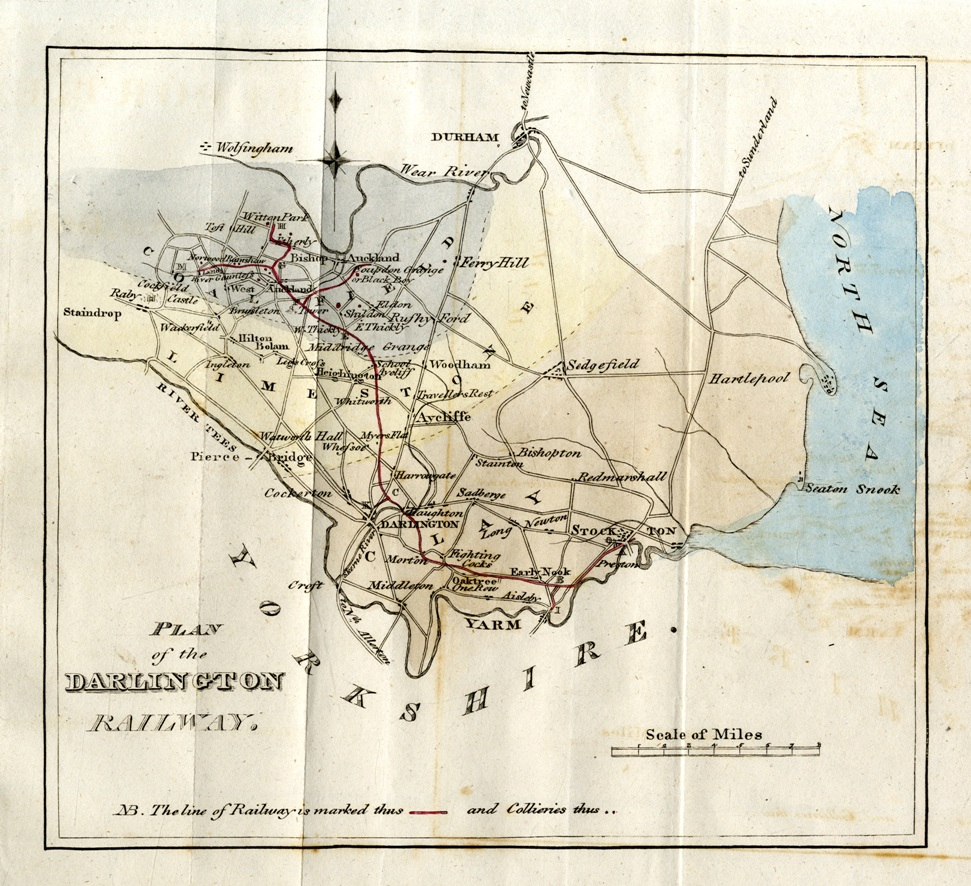
Karte des ursprünglich geplanten Verlaufs der Bahnstrecke, aus dem Prospekt von 1821

Die Stockton and Darlington Railway (S&DR) war eine Eisenbahngesellschaft, die 1821 gegründet wurde und von 1825 bis 1863 im Nordosten Englands tätig war. Sie baute die weltweit erste öffentlich zugängliche Eisenbahnstrecke, die Dampflokomotiven einsetzte. Sie hat für die Geschichte der Eisenbahn eine besondere Bedeutung, weil ihre Spurweite von 1435 mm in der Folge weltweit bei den meisten Eisenbahnen als Normalspur Verbreitung fand. Die Strecke verband Zechen in der Nähe von Shildon mit Darlington und Stockton-on-Tees im County Durham und wurde am 27. September 1825 offiziell eröffnet. Der Transport von Kohle zu Schiffen entwickelte sich rasch zu einem lukrativen Geschäft, weshalb die S&DR die Strecke bis zu einem neuen Hafen in Middlesbrough verlängerte. Während Dampflokomotiven von Anfang an die Kohlewaggons zogen, wurden Passagiere bis 1833 zunächst in von Pferden gezogenen Schienenkutschen befördert.
Die S&DR war zum Teil am Bau der East Coast Main Line zwischen York und Darlington beteiligt, expandierte mittels Kooperationen und Beteiligungen jedoch hauptsächlich in West-Ost-Richtung ins Weardale und nach Redcar an der Nordseeküste. Ende der 1840er Jahre befand sich die Gesellschaft in finanzieller Schieflage und es gab Überlegungen für eine Fusion mit der York, Newcastle and Berwick Railway. Diese kam nicht zustande und kurz darauf bot die Entdeckung von Eisenerz in Cleveland neue wirtschaftliche Perspektiven. Der Erztransport und die sich daraus ergebenden Mehreinnahmen ermöglichten es der S&DR, ihre Schulden zu begleichen. Anfang der 1860er Jahre führte sie im Auftrag zweier kleinerer Gesellschaften den Betrieb auf Strecken über die Pennines durch, wodurch sie in der Nähe von Penrith und in Tebay Anschlüsse an die West Coast Main Line schuf.
1863 ging das Unternehmen in der North Eastern Railway auf, blieb aber als Darlington Section bis 1876 betrieblich eigenständig. Die Stockton and Darlington Railway war nicht die erste Eisenbahn und Fahrgäste waren zuvor schon befördert worden, doch sie galt als Beweis der Wirksamkeit von Dampflokomotiven im öffentlichen Verkehr; entsprechend wurde ihr Jubiläum in den Jahren 1875, 1925 und 1975 ausgiebig gefeiert. Ein Großteil der ursprünglichen Strecke entspricht heute der Tees Valley Line.
Im September 2025 wird die Betriebseröffnung der ersten öffentlichen Eisenbahn der Welt, auf der Dampflokomotiven eingesetzt wurden, 200 Jahre zurückliegen.

## Entstehung der Bahnstrecke

### Ausgangslage
Ende des 18. Jahrhunderts entstand im Zuge der Industrialisierung im Vereinigten Königreich zunehmend ein Bedarf an Kohle für die zahlreichen Dampfmaschinen, zur Verhüttung von Erzen und nicht zuletzt für das Heizen von Häusern in den großen Städten. Gut verwertbare Kohlevorkommen fanden sich im nordöstlichen England und speziell im County Durham um den Fluss Tees und die Stadt Stockton-on-Tees. Seit dem Mittelalter war hier die Kohle mit Packpferden zu den Flüssen gebracht worden, um vor allem nach London verschifft zu werden. Im 17. Jahrhundert waren dazu Hunderte, vermutlich sogar Tausende von Pferden in der ganzen Grafschaft zu allen Zeiten unterwegs. Die Pferde trugen die Kohle zunächst in seitlichen Packtaschen, später verlud man die Kohle auch auf Karren. Der Transport mit schweren Karren in der feuchten Erde von Nordostengland war jedoch mühsam. Daher entstanden bald tramroads (deutsch etwa: „Huntstraßen“) für den Güterverkehr, auf denen ein Pferd eine Tonne Kohle über neun bis zehn Meilen am Tag ziehen konnte. Diese tramroads bestanden aus einer in den Boden eingelassenen und mit Holzbohlen ausgekleideten Spur, in der die Wagenräder einen leichteren Lauf als auf einer gewöhnlichen Landstraße hatten.

Edward Pease

Der Umfang dieser Transportgeschäfte begünstigte die wirtschaftliche Entwicklung der Regionen und Orte, die darin einbezogen waren. Zwischen den umliegenden Orten bildete sich naturgemäß eine Konkurrenzsituation heraus und wer nicht geographisch bevorteilt war, etwa mit einem gut gelegenen Hafen, der versuchte, diese Transportströme zu seinen Gunsten zu beeinflussen. George Dixon plante 1767 erstmals einen Kanal und John Rennie stellte 1815 ein weiteres Projekt vor, doch beide Vorhaben scheiterten. 1818 schlug der Händler Christopher Tennant aus Stockton einen Kanal vor, der Darlington umgehen sollte. Umgehend bildete sich in Darlington ein Komitee um die dort ansässigen Geschäftsleute Edward Pease und Jonathan Backhouse (beide Quäker). Ihnen missfiel der geplante Kanal, denn er hätte ihre Stadt und die umliegenden Bergwerke um 13 Kilometer verfehlt. Das Komitee kontaktierte den walisischen Ingenieur George Overton, der zum Bau einer tramroad riet. Er plante eine Strecke von den Zechen Etherley und Witton nach Shildon, die dann am nördlichen Stadtrand von Darlington vorbei bis nach Stockton führen sollte. Pease unterstützte das Vorhaben auf einer öffentlichen Versammlung in Darlington am 13. November 1818, wobei er eine fünfprozentige Rendite versprach. Etwa zwei Drittel der Aktien wurden lokal verkauft, der Rest an Quäker im ganzen Land. Im März 1819 legte das Komitee dem Parlament eine private Gesetzesvorlage (Private Bill) vor. Sie wurde jedoch mit einer Mehrheit von 13 Stimmen abgelehnt, da die Strecke durch das Landgut des Earl of Eldon und ein Fuchsrevier des Earl of Darlington führen sollte.

### Vermessung und Planungsänderungen

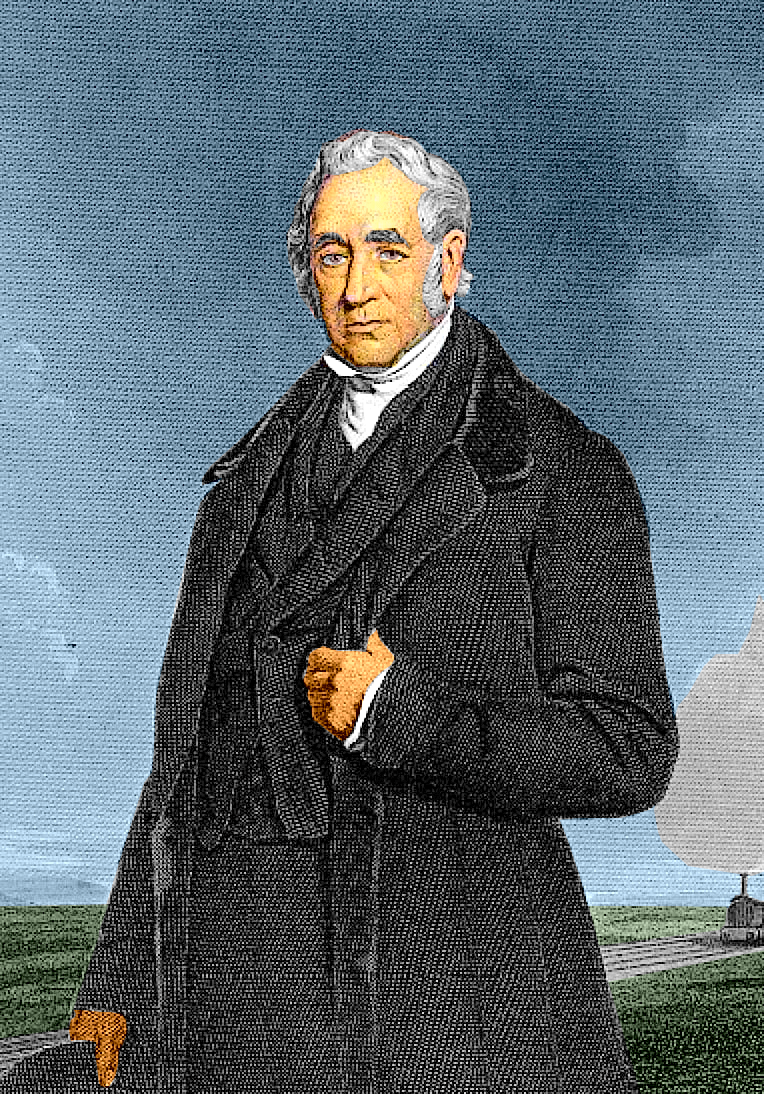
George Stephenson

Overton vermaß eine neue Strecke, die Darlingtons Anwesen umging, und es kam zu einer Einigung mit Eldon. Das Komitee stellte Anfang 1820 einen weiteren Antrag vorerst zurück, da der Tod von König George III. es unwahrscheinlich machte, dass das Parlament einen Gesetzesentwurf in diesem Jahr verabschieden würde. Am 30. September 1820 reichten die Projektträger abermals eine Gesetzesvorlage ein, wobei sich die Streckenführung erneut geändert hatte, denn mit Viscount Barrington konnte keine Einigung darüber erzielt werden, dass die Strecke über sein Land verlaufen sollte. Diesmal gab es keine Einwände gegen die Bahn, aber der Gesetzesentwurf scheiterte fast an den Ausschüssen, da die erforderlichen vier Fünftel der Aktien noch nicht verkauft worden waren. Pease zeichnete 7000 Pfund und hatte von da an erheblichen Einfluss auf die Bahn, die als „Quäkerlinie“ Bekanntheit erlangte. Das Gesetz, das am 19. April 1821 die königliche Zustimmung (Royal Assent) von George IV. erhielt, sah eine Eisenbahn vor, die von jedem mit entsprechend gebauten Fahrzeugen gegen Entrichtung einer Maut benutzt werden konnte. Der Betrieb war zwischen 7 Uhr morgens und 6 Uhr nachmittags im Winter sowie zwischen 5 Uhr morgens und 10 Uhr abends im Sommer gestattet. Grundbesitzer im Umkreis von fünf Meilen (8 km) hatten das Recht, Anschlussstrecken zu errichten. Es war jedoch weder vom Hauptzweck des Kohlentransports noch von einer Beförderung von Passagieren oder dem Einsatz von Dampflokomotiven die Rede. Diese neue Eisenbahn gab den Anstoß für den Bau weiterer Strecken und führte zu bedeutenden Entwicklungen in der Eisenbahnkartographie, der Eisen- und Stahlherstellung sowie in allen Branchen, die effizientere Transportwege benötigten.

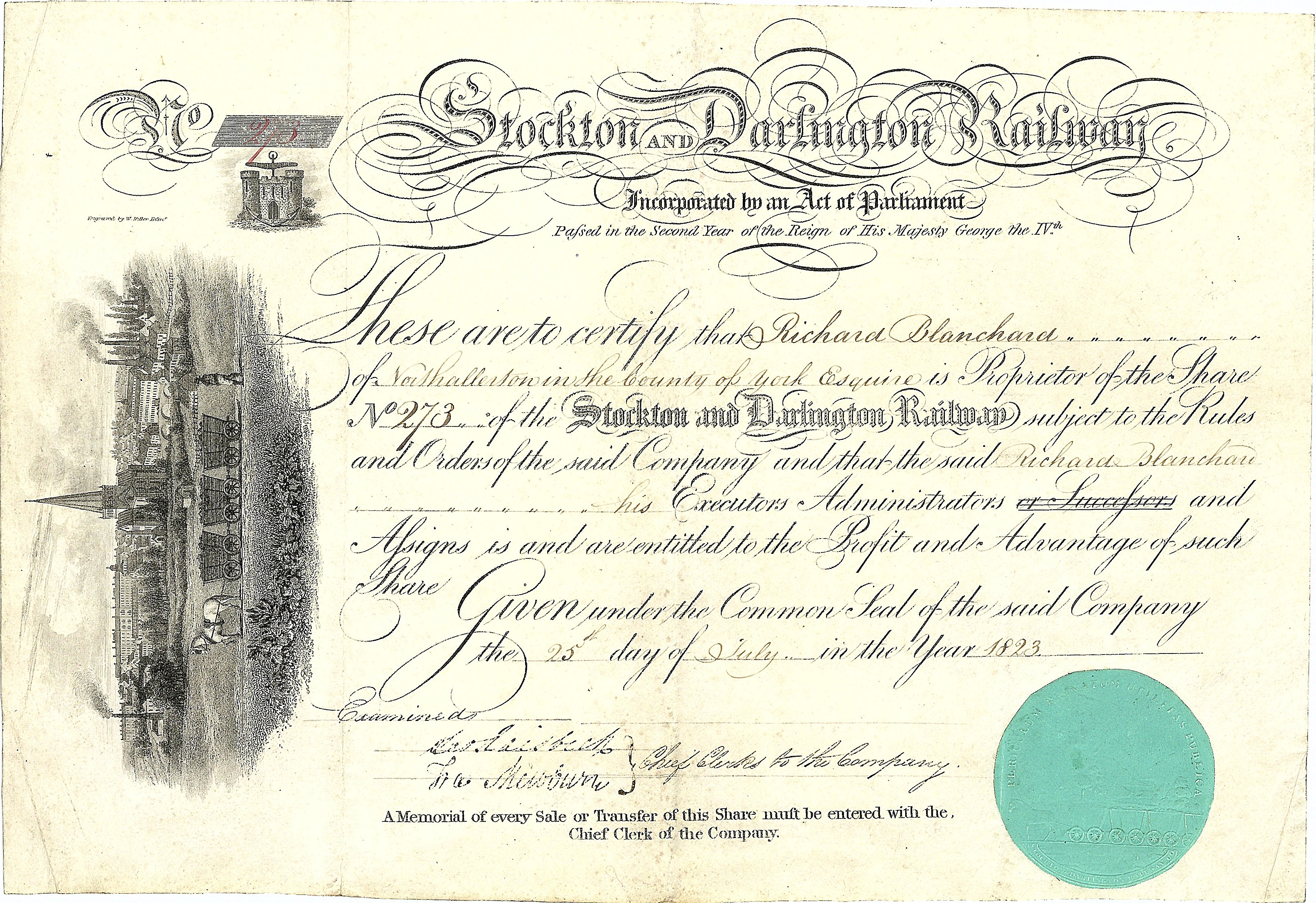
Aktie der S&DR, gedruckt auf Pergament, ausgegeben am 25. Juli 1823. Eine von nur drei in Privatbesitz befindlichen Gründeraktien. Da zur Zeit der Gründung der Gesellschaft noch keine Dampflokomotive zur Verfügung stand, ist auf der Vignette eine Pferdebahn dargestellt.

Da er Overtons Kompetenz in Zweifel zog, bat Edward Pease den erfahrenen Maschinenbauer George Stephenson, sich mit ihm in Darlington zu treffen. Am 12. Mai 1821 ernannten die Anteilseigner Thomas Meynell zum Vorsitzenden und Jonathan Backhouse zum Schatzmeister. Die Mehrheit des Vorstands, dem Thomas Richardson, Edward Pease und sein Sohn Joseph Pease angehörten, waren Quäker. Das Komitee entwarf ein Siegel, das von einem Pferd gezogene Wagen zeigt, und nahm den lateinischen Wahlspruch Periculum privatum utilitas publica („Auf privates Risiko für den öffentlichen Dienst“) an. Am 23. Juli 1821 beschloss der Vorstand, Stephenson mit einer Neuvermessung der Strecke zu beauftragen. Unterstützung erhielt er dabei von seinen 18-jährigen Sohn Robert Stephenson. Ende 1821 berichtete er, dass eine brauchbare Strecke innerhalb des gesetzlich festgelegten Perimeters gebaut werden könne, dass aber eine andere Trasse drei Meilen (4,8 km) kürzer wäre und tiefe Einschnitte und Tunnel vermeiden würde. Overton hatte sich zwar zur Verfügung gestellt, war aber nicht weiter beteiligt, und die Aktionäre wählten Stephenson am 22. Januar 1822 zum Ingenieur mit einem Jahresgehalt von 660 Pfund.
Eine weitere Schwierigkeit war das Gusseisen, das bis anhin normalerweise für die Herstellung von Schienen verwendet wurde. Es war schwer und vor allem zu spröde für die Belastung durch rollende Eisenräder. Stephenson empfahl daher die Verwendung von Schienen aus teurerem, aber walzbarem Temperguss und bewog das Komitee dazu, einen Auftrag über 14.000 Pfund an das Bedlington-Eisenwerk zu vergeben. Um das Komitee zu überzeugen, verzichtete er dabei auf 500 Pfund, auf die er als Patenthalter für das Schmiedeverfahren Anspruch gehabt hätte. Dadurch ging seine geschäftliche Partnerschaft mit dem Co-Patenthalter William Losh in die Brüche, der geglaubt hatte, er habe mit Stephenson eine Vereinbarung über die Nutzung seiner eigenen Schienen getroffen. Letztlich kamen beide Arten zur Anwendung.

### Bau der Bahnstrecke
Am 23. Mai 1822 fand in St John’s Well nahe Stockton eine Zeremonie statt, bei der Thomas Meynell, der Vorsitzende des Komitees, feierlich das erste Gleis verlegte. Die Schienen hatten einen Abstand von 4 Fuß und 8 Zoll (1422 mm) – dieselbe Spurweite, die Stephenson bei seiner Zechenbahn in Killingworth verwendete. Sie entspricht auch den Angaben in frühen Dokumenten der S&DR, doch der Abstand zwischen den Schienen wurde später mit 4 Fuß und 8½ Zoll (1435 mm) angegeben. Dieser entwickelte sich schließlich zur Normalspur, die von etwa 60 % aller Bahnstrecken weltweit verwendet wird. Wie die Differenz von einem halben Zoll (13 mm) zustande kam, bleibt ungeklärt.

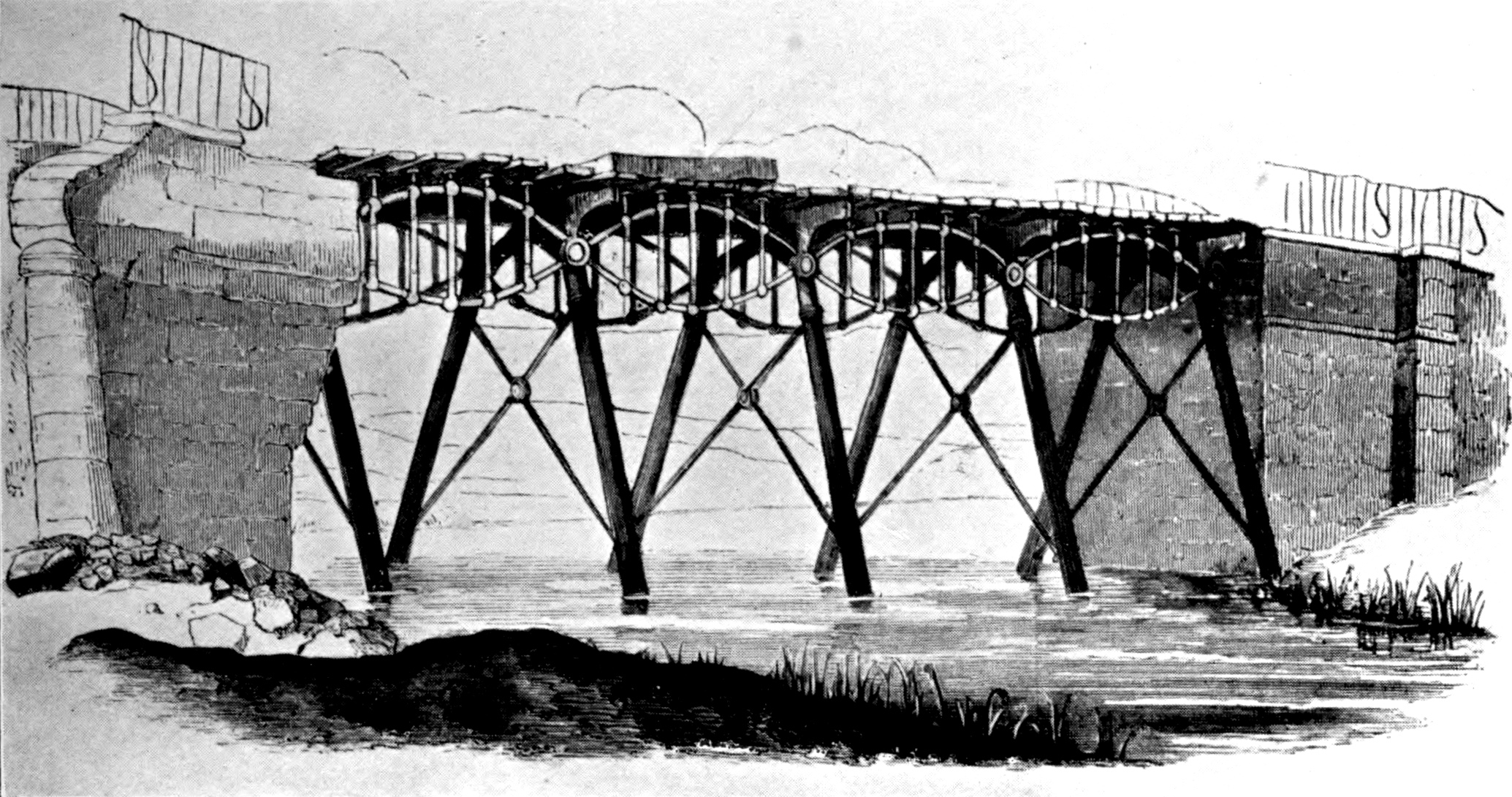
Skizze der Gaunless Bridge (unbekannter Zeichner, 1875)

Stephenson sprach sich für den Einsatz von Dampflokomotiven aus und erklärte, dass „ein Pferd auf einer Eisenstraße 10 Tonnen im Vergleich zu einer Tonne auf einer normalen Straße ziehen“ würde. Pease besuchte Killingworth Mitte 1822 und die Direktoren besichtigten die Hetton-Zechenbahn zwischen Durham und Sunderland, auf der Stephenson Dampflokomotiven eingeführt hatte. Es wurde ein neuer Gesetzentwurf vorgelegt, der Stephensons Abweichungen von der ursprünglichen Route und den Einsatz von „Lokomotiven oder beweglichen Maschinen“ beantragte; die Royal Assent lag am 23. Mai 1823 vor. Lord Darlington hatte erneut Einsprache erhoben, jedoch ohne Erfolg. Das Gesetz enthielt auch die Erlaubnis, eine Gebühr von 6 Schilling pro Meile von jedem zu erheben, der ein Fahrzeug mit Passagieren auf der Strecke fahren lassen wollte. Damit wird erstmals der Gedanke an eine Personenbeförderung auf Schienen belegt. Noch wichtiger war aber, dass auch der Betrieb mit selbstfahrenden Zugmaschinen genehmigt wurde.
Stephenson entwarf die Gaunless Bridge, eine eiserne Fachwerkbrücke über den Fluss Gaunless. Der Architekt Ignatius Bonomi aus Durham wiederum entwarf die Skerne Bridge zur Überbrückung des Skerne. Für den Bau der Strecke, die bis zu 15 m (48 Fuß) hohe Dämme umfasste, verlegte man steinerne Schwellen mit hölzernem Unterbau. Die Steinschwellen hatten paarweise angeordnete Löcher für die Nägel, mit denen die Schienen durch die Steinlage hindurch am Holz befestigt waren. Diese ersten Schwellen wurden allerdings in Anlehnung an die tramroads noch so verwendet, dass sie längs unter den Schienen verliefen. Die sinnvollere Anordnung quer zum Gleis mit stabilerer Spurhaltung führte die S&DR erst einige Jahre später ein. Mühsam zu bewältigen war das sumpfige Gelände zwischen Heighington und Darlington, wo die Schienen trotz des tonnenweise aufgeschütteten Erdreichs immer wieder einsanken. Die im Oktober 1823 fertiggestellte Gaunless Bridge erlitt im Winter 1824 schwere Hochwasserschäden und musste daraufhin erneuert werden.

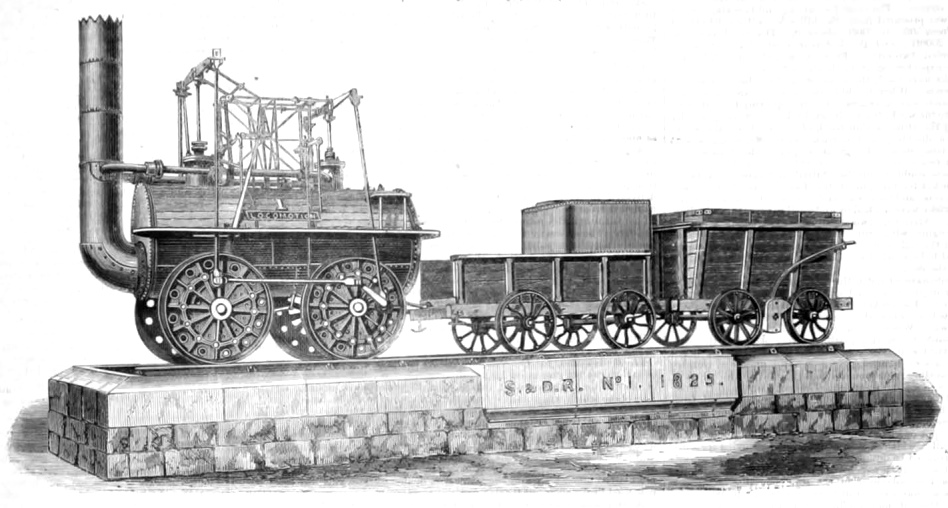
Locomotion No. 1, Darstellung von 1875

1823 eröffneten George und Robert Stephenson mit finanzieller Unterstützung durch Pease und Richardson an der Forth Street in Newcastle upon Tyne die Lokomotivfabrik Robert Stephenson and Company. Dort bestellte die S&DR im November desselben Jahres zwei stationäre Dampfmaschinen für den Einsatz an den Steigungsabschnitten von Brusselton und Etherley. Da Stephenson diese Maschinen nicht termingerecht liefern konnte, musste er sich die Kritik alter Gegner gefallen lassen. Ein S&DR-Kleinaktionär namens Rowntree forderte sogar eine Entschädigung, da die vorgesehene Bahnlinie sein nahegelegenes Haus ihm zufolge unbewohnbar machen würde, und erhielt 500 Pfund Entschädigung. Am 16. September 1824 gab die S&DR vier Dampflokomotiven im Wert von je 550 Pfund in Auftrag. Der Bau des als Active bezeichneten Prototyps kam jedoch nur schleppend voran, weshalb Stephenson seinen Vorarbeiter Timothy Hackworth zum superintendent beförderte und ihn darauf ansetzte. Als die stationären Maschinen in Betrieb waren, wurde die in Locomotion No. 1 umbenannte Active am 16. September 1825 in Teile zerlegt, mit Pferdekarren angeliefert, zusammengebaut und auf die Schienen gesetzt. Einen Tag später gab die S&DR bekannt, dass die Eröffnung am 27. September stattfinden werde.

### Eröffnungsfahrt

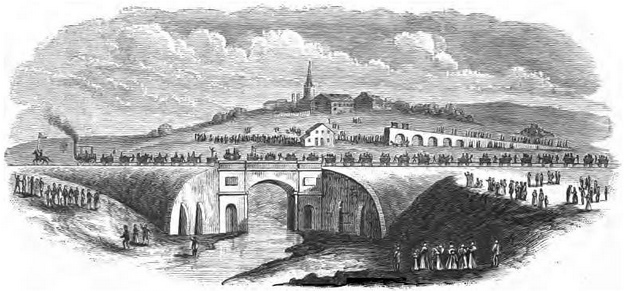
Der Eröffnungszug der S&DR überquert die Skerne Bridge

Die Kosten für den Streckenbau hatten die Schätzungen bei weitem übertroffen. Bis September 1825 hatte das Unternehmen 60.000 Pfund an kurzfristigen Krediten aufgenommen und musste anfangen, ein Einkommen zu erwirtschaften, um die Gläubiger zufriedenzustellen. Ein Reisezugwagen namens Experiment mit 18 Sitzplätzen traf am Abend des 26. September an der Aycliffe Lane (heute Heighington) ein und wurde an die Locomotion No. 1 angehängt. Pease, Stephenson und andere Mitglieder des Komitees unternahmen daraufhin eine Versuchsfahrt nach Darlington, bevor sie die Lokomotive und den Wagen nach Shildon brachten, um den Eröffnungstag vorzubereiten; dabei saß James Stephenson, Georges älterer Bruder, an der Steuerung. Am 27. September wurden zwischen 7 und 8 Uhr morgens zwölf mit Kohle beladene Waggons an einem Seil, das an der oben stehenden Lokomotive befestigt war, die Etherley North Bank hinaufgezogen und dann über die South Bank nach St Helen Auckland hinuntergelassen. Ein Waggon mit Mehlsäcken wurde angehängt und Pferde zogen den Zug über die Gaunless Bridge bis zum Fuß der Brusselton West Bank. Dort sahen Tausende von Schaulustigen zu, wie die zweite stationäre Dampfmaschine den Zug die Steigung hinaufzog. Der Zug wurde die East Bank hinunter zur Mason’s Arms Crossing in Shildon Lane End gelassen, wo Locomotion No. 1, Experiment und 21 neue, mit Sitzen ausgestattete Kohlewaggons warteten.

Ursprüngliche Streckenführung (schwarz) und heutige Bahnstrecken (rot)

Die Direktion hatte Platz für 300 Fahrgäste vorgesehen, doch der Zug fuhr mit 450 bis 600 Personen ab. Die meisten nahmen in leeren Waggons Platz, einige jedoch auf mit Kohle beladenen Waggons. Auf den dazwischen liegenden Kupplungen waren Bremser platziert worden und der Zug setzte sich in Bewegung, angeführt von einem Reiter, der eine Fahne hielt. Auf der leicht abschüssigen Strecke beschleunigte der Zug auf 10 bis 12 Meilen pro Stunde (16 bis 19 km/h), wobei er Männer auf Jagdpferden hinter sich ließ, die versucht hatten, mit ihm Schritt zu halten. Der Zug hielt an, als der Waggon mit den Vermessungsingenieuren der Gesellschaft ein Rad verlor. Damit der Zug wieder losfahren konnte, hängte man den beschädigten Wagen ab. Der Zug hielt erneut an, diesmal für 35 Minuten, damit George Stephenson ein Stück altes Seil aus einem Rohr in der Lokomotive entfernen konnte. Der Zug setzte sich wieder in Bewegung, wobei er eine Geschwindigkeit von 24 km/h erreichte. Schätzungsweise 10.000 Menschen begrüßten ihn, als er an der Abzweigung nach Darlington zum Stehen kam. 8½ Meilen (13,7 km) waren in zwei Stunden zurückgelegt worden; wenn man die 55 Minuten für die beiden Zwischenhalte abzieht, war der Zug mit einer Durchschnittsgeschwindigkeit von 13 km/h unterwegs gewesen. Sechs Wagenladungen mit Kohle wurden an die Armen verteilt, die Arbeiter hielten an, um sich zu erfrischen, und viele der Fahrgäste aus Brusselton stiegen in Darlington aus, um anderen Platz zu machen.
Zwei Waggons für die Blaskapelle aus Yarm wurden angehängt, und um 12:30 Uhr fuhr die Lokomotive mit 31 Fahrzeugen und 550 Fahrgästen nach Stockton. Auf den 5 Meilen (8 km) fast ebener Strecke östlich von Darlington erreichte der Zug kaum mehr als 4 mph (6,4 km/h). In der Nähe von Eaglescliffe bei Yarm wartete eine große Menschenmenge darauf, dass der Zug die Straße von Stockton nach Yarm überquerte. Bei der Annäherung an Stockton erreichte er wieder eine Geschwindigkeit von 24 km/h, als ein Mann, der sich an der Außenseite eines Waggons festhielt, herunterfiel und sein Fuß von dem nachfolgenden Fahrzeug zerquetscht wurde. Da die Arbeiten am letzten Streckenabschnitt zum Kai von Stockton noch nicht abgeschlossen waren, hielt der Zug 3 Stunden und 7 Minuten nach der Abfahrt in Darlington an der provisorischen Endstation St John’s Well, begleitet von 21 Salutschüssen. Die Eröffnungsfahrt wurde als Erfolg gewertet, und am Abend nahmen 102 Personen an einem feierlichen Bankett im Rathaus teil.

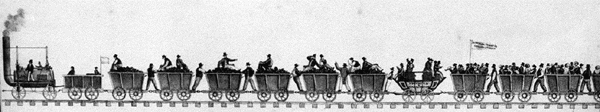
Zeitgenössische Darstellung der ersten Fahrt. Auf den Kupplungen stehen die Bremser bereit.

## Die ersten Betriebsjahre

### Zunehmender Kohlentransport

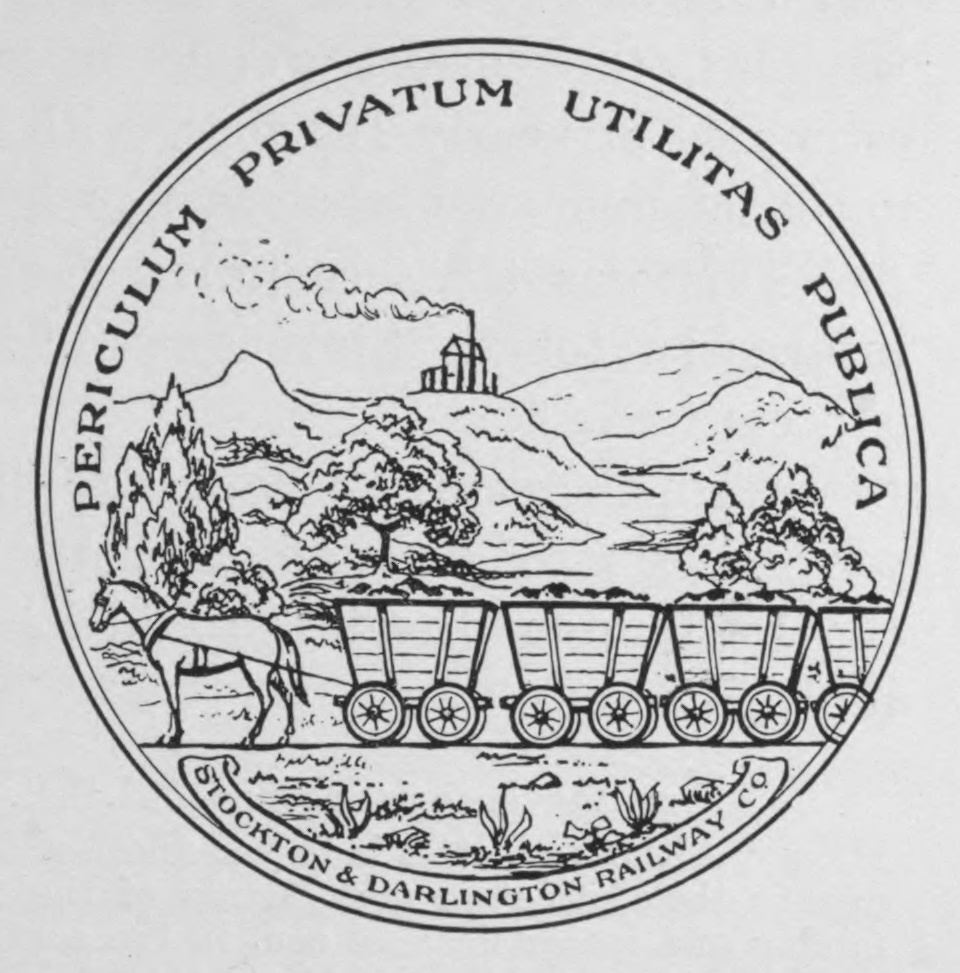
Siegel der S&DR

Zeitgenössische Darstellung der Experiment

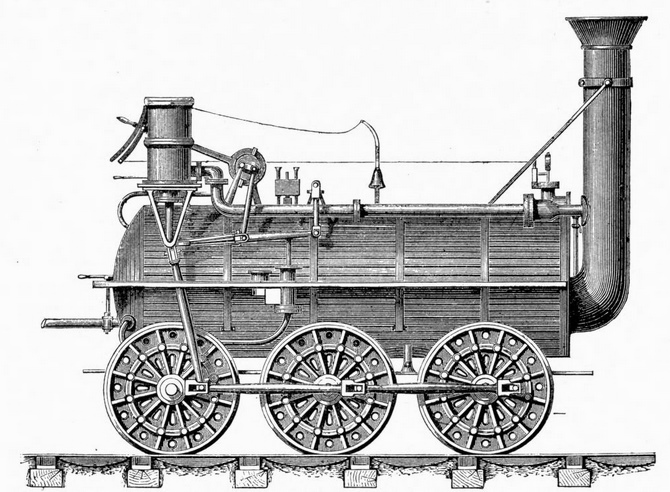
Skizze der Royal George

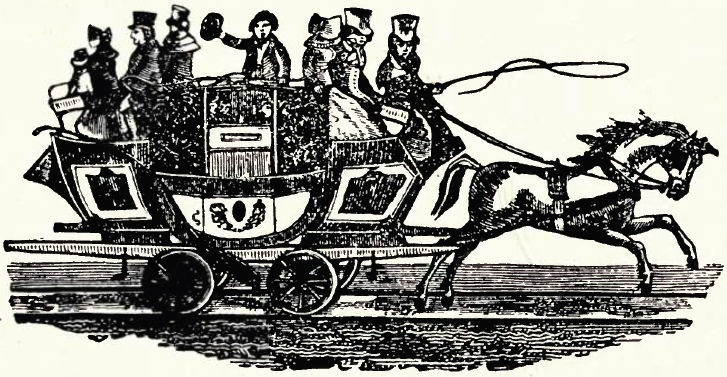
Anzeigeprospek für die Schienenkutsche Union

Mitsamt allen Abzweigungen zu angrenzenden Kohlezechen, zum Depot in Darlington und nach Yarm war die Strecke der S&DR insgesamt 26¾ Meilen (42,8 km) lang. Die größtenteils verwendeten Schienen aus Temperguss waren 28 Pfund pro yard (13,9 kg/m) schwer, bei den Abzweigungen verwendete man gusseiserne Schienen mit einem Gewicht von 57 ½ Pfund pro yard (28,5 kg/m). Die Strecke war eingleisig, wobei es auf jeder Meile (1,6 km) jeweils vier Ausweichen gab. Quadratische Schwellen trugen jede Schiene einzeln, so dass die Pferde zwischen ihnen laufen konnten. Westlich von Darlington bestanden die Schwellen aus Stein, östlich davon aus Eichenholz. Stephenson hätte überall die Verwendung von Steinen vorgezogen, doch die Transportkosten hierfür waren zu hoch, da sie alle in der Gegend um Bishop Auckland abgebaut werden mussten. Zum Zeitpunkt der Streckeneröffnung war die Gesellschaft verschuldet und konnte keine weiteren Kredite aufnehmen. Anfang 1826 schoss Pease zweimal Geld vor, damit die Arbeiter bezahlt werden konnten. Im August 1827 waren die Schulden beglichen und im selben Monat eröffnete die S&DR den Abzweig zur Black-Boy-Zeche, ebenso begann sie mit dem Bau von Zweigstrecken nach Croft-on-Tees und Hagger Leases. Im Laufe des Jahres 1827 stieg der Aktienkurs von 120 auf 160 Pfund.
Die Strecke wurde zunächst für den Transport von Kohle nach Darlington und Stockton genutzt. In den ersten drei Monaten betrug die beförderte Menge 10.000 Tonnen, was Einnahmen von 2000 Pfund generierte. In Stockton sank daraufhin der Kohlepreis um etwas mehr als die Hälfte. Zunächst erhielten die Lokführer einen Tageslohn, ab Februar 1826 eine Entschädigung von einem Farthing pro Tonne und Meile; davon mussten sie aber Gehilfen und Heizer bezahlen und Kohle für die Lokomotive kaufen. Das Gesetz von 1821 war auf den Widerstand der Eigentümer der Zechen am Wear gestoßen, die London belieferten und Konkurrenz fürchteten. Es war notwendig gewesen, den Tarif für die Beförderung von für Schiffe bestimmter Kohle auf einen halben Penny pro Tonne und Meile zu beschränken, da man davon ausging, dass dies das Geschäft unrentabel machen würde. Aus London bestand Interesse an 100.000 Tonnen pro Jahr. Im Januar 1826 nahm die S&DR in Stockton den ersten Verladeplatz in Betrieb, der so konstruiert war, dass die Waggons über dem Laderaum eines Schiffes die Kohle entladen konnten. Bis Ende Juni 1827 wurden 18.500 Tonnen Kohle zu den Schiffen transportiert. Diese Menge stieg im darauffolgenden Jahr auf über 52.000 Tonnen an, was 44,5 % der insgesamt beförderten Menge entsprach.

### Entwicklung der Lokomotiven und Fahrzeuge
Die Lokomotiven waren anfangs unzuverlässig. Kurz nach der Eröffnung brach bei der Locomotion No. 1 ein Rad, so dass sie erst am 12. oder 13. Oktober wieder fahren konnte. Hope, die zweite Lokomotive, traf im November 1825 ein; es dauerte aber eine Woche, bis sie betriebsbereit war – Probleme bereiteten insbesondere die gusseisernen Räder. Zwei weitere Lokomotiven ähnlicher Bauart namens Black Diamond und Diligence trafen 1826 ein. Im August 1826 musste die S&DR 16 Shilling und 9 Pence für Ale ausgegeben, um die Männer, die die Lokomotiven warteten, zu motivieren. Bis Ende 1827 hatte die S&DR auch die Chittaprat von Robert Wilson und die Experiment von Stephenson erworben. Stephenson bot Timothy Hackworth, dem Leiter der Lokomotivabteilung, sein halbes Salär an, falls er für ihn arbeitete. Er wollte jedoch selbstständig bleiben, weshalb das Komitee für ihn neben seiner Wohnung in Shildon eine Werkstatt mit 20 Arbeitern einrichtete. Hackworth verwendete den Kessel der nicht brauchbaren Chittaprat, um die leistungsstärkere Royal George zu bauen; Ende November konnte sie in Betrieb genommen werden.
John Wesley Hackworth, ein Nachkomme Timothys, veröffentlichte 1892 einen Bericht, in dem er feststellte, dass der Lokomotivbau wohl aufgegeben worden wäre, wenn Pease und Thomas Richardson nicht Partner von Stephenson gewesen wären. Der Wiederaufbau der Chittaprat sei ein „letztes Experiment“ gewesen, „eine Lokomotive auf eigene Art zu bauen“. Die Autoren William Weaver Tomlinson und L. T. C. Rolt stellen dies in Abrede, denn das Unternehmen habe schon früher unter Beweis gestellt, dass Lokomotiven den Pferden überlegen waren. 1828 berichtete das Unternehmen seinen Aktionären, dass die Einsparungen durch den Lokomotiveinsatz 30 % betrugen. Zuvor waren Pease und Richardson beide um ihre Investitionen in die Fabrik in Newcastle besorgt gewesen und Pease hatte erfolglos versucht, seinen Anteil an Stephenson zu verkaufen. Die S&DR bestellte bei ihm neue Lokomotiven, doch die erste war zu schwer, als sie im Februar 1828 eintraf. Sie wurde mit sechs Rädern umgebaut und als große Verbesserung gefeiert. Hackworth erhielt die Anweisung, auch die übrigen Lokomotiven so bald wie möglich umzubauen. Zwei Dampfkessel explodierten 1828 innerhalb von vier Monaten. In beiden Fällen kam der Lokomotivführer ums Leben, weil die Sicherheitsventile bei stehender Lokomotive nicht geschlossen waren. Auf der Strecke kamen auch Pferde zum Einsatz, die bis zu vier Waggons ziehen konnten. Mitte 1828 führte die S&DR den „dandy waggon“ ein, einen kleinen Wagen am Ende des Zuges. Während der Zug bergab rollte, konnte sich das Pferd darauf ausruhen und mit Futter versorgt werden. Die S&DR machte seine Verwendung ab November 1828 zur Pflicht.
Der Personenverkehr wurde am 10. Oktober 1825 mit der von einem Pferd gezogenen Experiment-Schienenkutsche aufgenommen. Der Fahrplan sah zunächst eine zweistündige Fahrt von Stockton nach Darlington vor, der Fahrpreis betrug 1 Shilling. Die Kutsche fuhr an vier Tagen in der Woche hin und zurück, an Dienstagen und Samstagen in eine Richtung. Ab April 1826 vermietete die S&DR die Kutsche für 200 Pfund pro Jahr an Richard Pickersgill, der sie mit einem vorgespannten Pferd auf den Schienen fahren ließ und einen Passagierdienst betrieb. Mittlerweile war die Fahrzeit auf 1 Stunde und 15 Minuten gesunken und die Fahrgäste durften für 9 Pence auf zwölf weiteren Sitzplätzen mitfahren, die auf dem Dach des Wagens aufgebaut worden waren. Eine komfortablere Kutsche namens Express startete im selben Monat, wobei eine Fahrt im Inneren 1 Shilling 6 Pence kostete. Zwei Gastwirte begannen ab Juli mit dem Betrieb zweier Kutschen namens Defence und Defiance nach Shildon, hinzu kam die besonders elegante Union, die ab Oktober den Abzweig nach Yarm bediente. Es gab keine Bahnhöfe: In Darlington nahmen die Kutschen die Fahrgäste in der Nähe der nördlichen Straßenkreuzung auf, in Stockton an verschiedenen Stellen am Kai. Zwischen 30.000 und 40.000 Fahrgäste wurden von Juli 1826 bis Juni 1827 befördert.

### Konkurrenzsituation, Gründung von Middlesbrough
Der Export von Kohle war zum Hauptgeschäft der Eisenbahn geworden, aber die Verladeplätze in Stockton waren unzureichend, und die Größe der Schiffe war durch die Tiefe des Flusses Tees begrenzt. 1826 wurde eine Zweigstrecke von Stockton nach Haverton am Nordufer des Tees vorgeschlagen. Im Juli 1827 schlug der Ingenieur Thomas Storey eine kürzere und günstigere Strecke durch die Rohmarschen zum kleinen Dorf Middlesbrough südlich des Tees vor. Nachdem George Stephenson diesen Plan genehmigt hatte, ratifizierten ihn die Aktionäre am 26. Oktober. Die Tees Navigation Company stand kurz davor, eine Fahrrinne im Fluss auszubaggern und forderte, dass die Eisenbahn ihren Antrag ans Parlament hinauszögern solle. Trotz des Widerstands beschloss die Aktionärsversammlung im Januar 1829, mit dem Projekt fortzufahren. Eine direktere nördliche Verbindung von Bishop Auckland zum Tees war bereits 1819 in Erwägung gezogen worden, und die Tees and Weardale Railway hatte 1823, 1824 und 1825 beim Parlament erfolglos um die Genehmigung für eine solche Strecke ersucht.

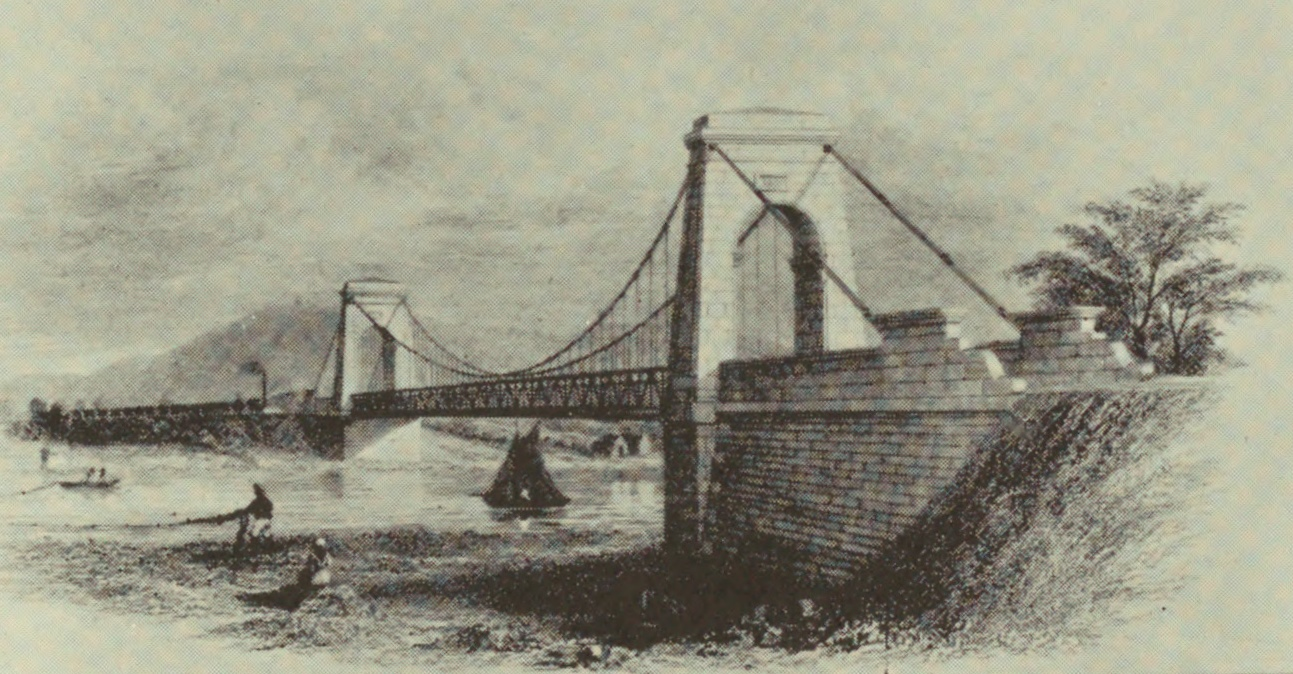
Hängebrücke über den Tees

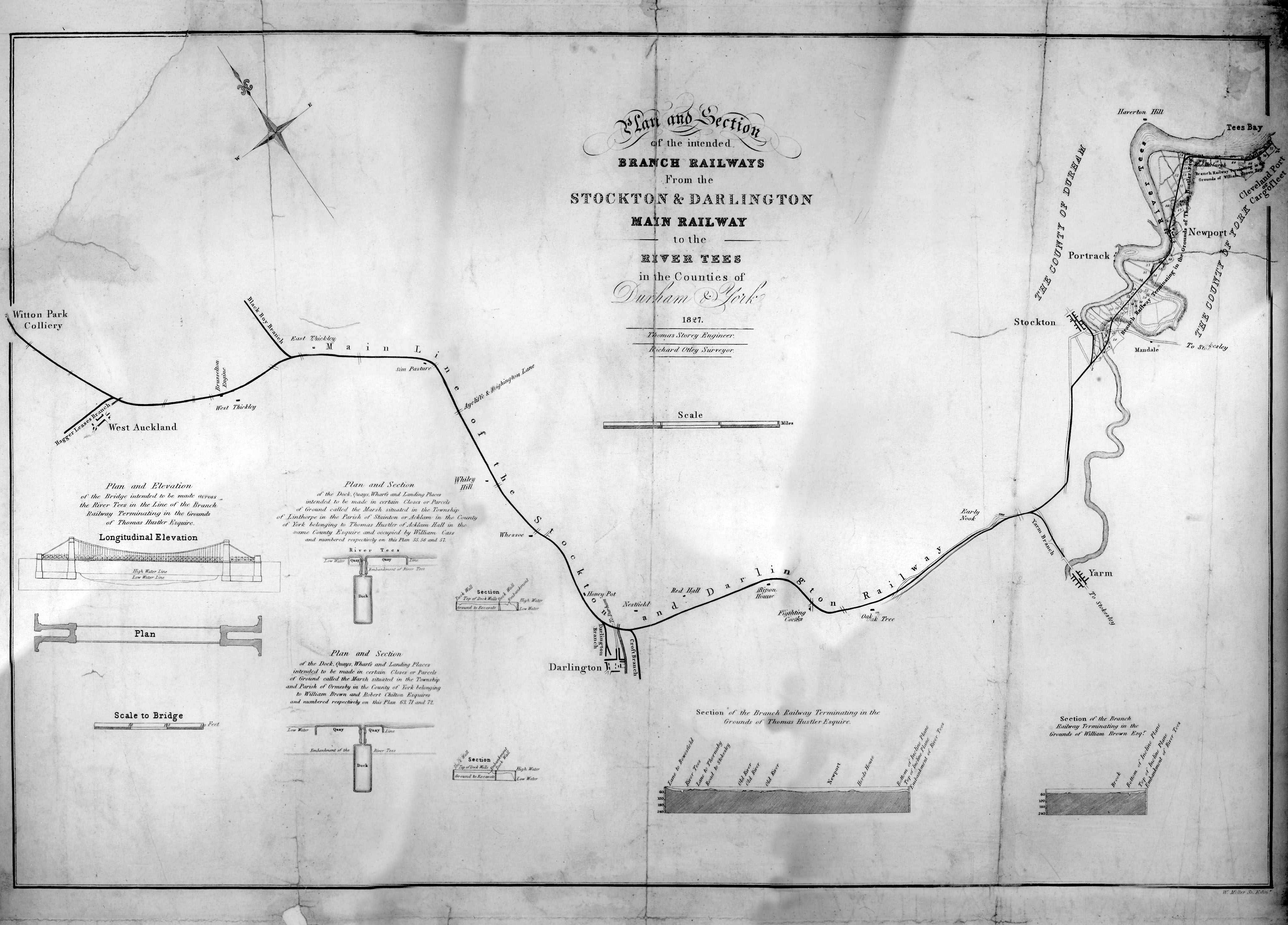
Plan der Zweigstrecke bis zur Tees-Mündung, 1827

Aus diesem Projekt entwickelte sich eine 11½ Meilen (18,4 km) lange Strecke, die Simpasture in der Nähe des heutigen Bahnhofs Newton Aycliffe mit Haverton und Stockton verband. Sie war 6 Meilen (9,6 km) kürzer war als jene der S&DR und trug zu Ehren des Herzogs von Clarence, des späteren Königs William IV., den Namen Clarence Railway. Versammlungen in Stockton Anfang 1828 sprachen sich für die Unterstützung der Tees Navigation Company und der Clarence Railway aus. Doch die S&DR erhielt am 23. Mai desselben Jahres die Genehmigung für ihre Zweigstrecke, nachdem sie versprochen hatte, den Abzweig nach Hagger Leases fertigzustellen und eine Brücke über den Tees zu bauen, die mindestens 72 Fuß (21,95 m) breit war und 19 Fuß (5,79 m) über Niedrigwasser lag, um die Schifffahrt nicht zu beeinträchtigen. Zwei Mitglieder des Managements traten zurück, da sie der Meinung waren, dass Stockton durch die Strecke beeinträchtigt würde; auch Thomas Meynell, der Vorsitzende der S&DR, erklärte seinen Rücktritt. So wurde die S&DR eine rein von der Darlingtoner Gruppe und der Familie Pease dominierte Gesellschaft. Wenige Tage später genehmigte das Parlament die Clarence Railway mit derselben Spurweite wie die S&DR. Ihre Strecke führte bis nach Port Clarence, gegenüber Middlesbrough am nördlichen Tees-Ufer gelegen, und war bis Mitte 1834 auf ihrer gesamten Länge in Betrieb.
Die S&DR wiederum nahm im Oktober 1829 die Zweigstrecke nach Croft in Betrieb. Der Bau der Hängebrücke über den Tees begann im Juli 1829, wurde aber im Oktober unterbrochen, nachdem die Tees Navigation Company die S&DR darauf hingewiesen hatte, dass sie keine Genehmigung für die Überquerung des Flussarmes Old Channel hatte. Die S&DR bereitete sich darauf vor, sich erneut ans Parlament zu wenden, fand dann aber eine Einigung mit der Schifffahrtsgesellschaft. Die Strecke nach Middlesbrough wurde mit Schienen aus verformbarem Eisen mit einem Gewicht von 33 Pfund/yard (16 kg/m) verlegt, die auf Eichenblöcken ruhten. Die Brücke war für 150 Tonnen ausgelegt, aber die gusseisernen Halteplatten brachen, als sie mit nur 66 Tonnen getestet wurde. Beladene Züge mussten die Brücke mit in Vierergruppen aufgeteilten Wagen überqueren, die durch eine 8,2 m lange Kette verbunden waren. 1844 wich die Brücke einem Neubau von Robert Stephenson. Bei der Eröffnungsfeier am 27. Dezember 1830 beförderte die Globe – eine neue, von Hackworth für Personenzüge entworfene Lokomotive – die Fahrgäste in Kutschen und mit Sitzen ausgestatteten Waggons über die Brücke zu den Kaianlagen von Port Darlington, die über Liegeplätze für sechs Schiffe verfügten. Vor Mai 1829 hatte Thomas Richardson etwa 500 Acres (200 ha) in der Nähe von Port Darlington erworben. Zusammen mit Joseph und Edward Pease und anderen bildete er die Gesellschaft Owners of the Middlesbrough Estate, um die Grundstücke zu entwickeln. Middlesbrough bestand vor dem Eisenbahnbau nur aus ein paar Häusern, zählte aber 1851 bereits über 7.600 Einwohner und wuchs mit der Zeit zu einer Großstadt heran.

### Stabilisierung und Betriebsbereinigung

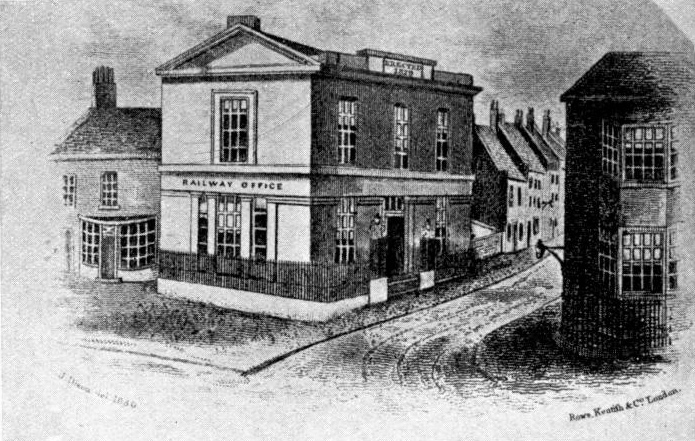
Büros der S&DR in Darlington

Zwischen 1831 und 1832 verlegte die S&DR ein zweites Gleis zwischen Stockton und dem Fuß der Brusselton Bank. Ebenso errichtete sie in Shildon Werkstätten für die Wartung und den Bau von Lokomotiven. Währenddessen verursachten die Pferde und ihre Eigner weiterhin große Probleme. Die S&DR war Eigentümerin der Schienenanlagen, doch jeder war berechtigt, die Schienen zu benutzen, sofern er die Gebühren zahlte und die Regeln einhielt. Die S&DR betrieb selbst nur die Kohlenzüge und überließ den Passagierdienst anderen Unternehmern. Diese waren oft gleichzeitig die Wirte der Pubs, in deren Nähe sich die Haltestellen befanden. 1830 teilten sich etwa 50 Pferde den Verkehr mit 19 Lokomotiven, fuhren aber unterschiedlich schnell, so dass die Pferdebahnen zur Regulierung des Verkehrs in Vierer- oder Fünfergruppen fahren mussten. Dies hatte mitunter zur Folge, dass Pferde, die von einer vorbeifahrenden Lokomotive aufgeschreckt wurden und von ihrem Gespann absprangen, von dem nachfolgenden Zug überrollt wurden. Das Regelbuch besagte, dass von Lokomotiven gezogene Züge Vorrang hatten, aber einige Pferdekutscher weigerten sich, die Vorfahrt zu gewähren.
1828 beschloss die S&DR, die Pferde auf der Hauptstrecke durch Lokomotiven zu ersetzen, beginnend mit den Kohlenzügen. Im August 1832 wurden etliche Pferdewageneigner für schuldig befunden, die Fahrten nicht korrekt gemeldet zu haben, um Gebühren zu sparen. Damit lieferten sie der S&DR den lang ersehnten Grund zur Kündigung, worauf sie die Kontraktoren mit insgesamt 316 Pfund, 17 Shilling und 8 Pence auskaufte. Das Konzept des „öffentlichen Weges“ (public way) war damit beendet. Die Bahngesellschaft konnte nun allein über ihre Schienen verfügen, wozu sie bereits vorausschauend Schritte eingeleitet hatte. Am 7. September 1833 nahm sie zwischen Stockton und Darlington einen gemischten Personen- und Kleingüterverkehr mit einer Geschwindigkeit von 12–14 Meilen pro Stunde (19–23 km/h) auf. Im Dezember 1833 begann der lokbespannte Verkehr nach Shildon und am 7. April 1834 nach Middlesbrough. 1830 zahlte die S&DR wie von Edward Pease versprochen eine Dividende von fünf Prozent; bis zu seinem Rücktritt 1832 stieg sie auf acht Prozent an. Als der Schatzmeister Jonathan Backhouse 1833 in den Ruhestand ging, um Quäkerpastor zu werden, wurde er durch Joseph Pease ersetzt.

## Expansion nach Norden, Westen und Osten

### Beteiligung an der Great North of England Railway

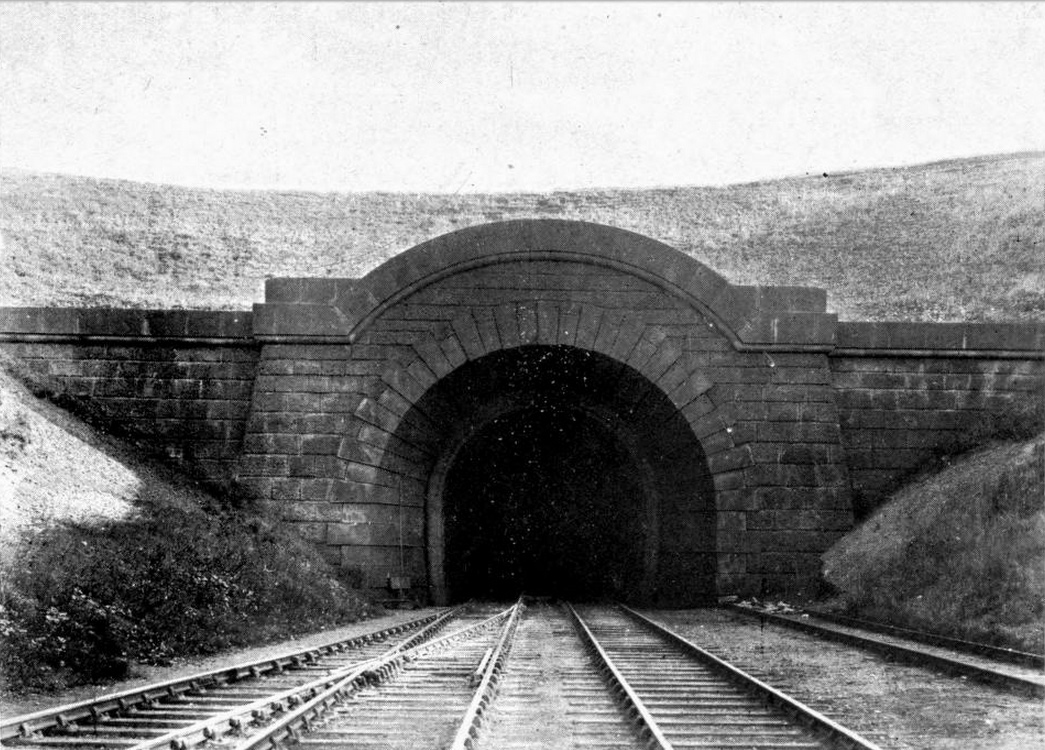
Nordportal des 1842 eröffneten Shildon-Tunnels

Im Oktober 1835 gründeten die York and North Midland Railway (Y&NMR) und die S&DR zusammen die Great North of England Railway (GNER). Ihr Ziel war die Errichtung einer Hauptbahn zwischen York und Newcastle unter Mitbenutzung der bereits bestehenden, 1½ Meilen (2,4 km) langen Zweigstrecke Darlington–Croft (entspricht heute dem Verlauf der East Coast Main Line). Es waren zwei Bauabschnitte nördlich von Darlington und südlich von Croft vorgesehen, die beide gleichzeitig eröffnet werden sollten. George Stephenson arbeitete hierfür detaillierte Pläne aus. Das Gesetz für den 34½ Meilen (55,5 km) langen, topographisch schwierigeren Abschnitt Newcastle–Darlington erhielt am 4. Juli 1836 die Royal Assent, jenes für den 43 Meilen (69 km) langen Abschnitt Croft–York am 12. Juli 1837. Während die Arbeiten am nördlichen Abschnitt zunächst zurückgestellt wurden, verzögerten sie sich im südlichen Abschnitt aufgrund der schlechten Arbeitsverhältnisse bei den Maurern, die die Tees-Brücke bei Croft errichteten. Nachdem mehrere andere Brücken eingestürzt waren, wurde der verantwortliche Ingenieur Thomas Storey durch Robert Stephenson ersetzt. Währenddessen verkaufte die S&DR den Abschnitt Darlington–Croft an die GNER. Am 4. Januar 1841 nahm die S&DR den Kohlenverkehr auf der Hauptbahn Croft–York auf, am 30. März 1841 begann der Personenverkehr mit Lokomotiven der GNER.
Um von Darlington nach Newcastle zu gelangen, war damals ein längerer Umweg mit Bahn- und Pferdeomnibusfahrten via Stockton, Hartlepool, Haswell und Sunderland erforderlich. Als Abkürzung bot die S&DR ab November 1841 einen Zuglauf zwischen Darlington und Coxhoe an der Clarence Railway an, von wo aus ein Pferdeomnibus die Fahrgäste zum 3½ Meilen (5,6 km) entfernten Shincliffe an der Durham and Sunderland Railway brachte, stellte diesen aber bereits im Februar 1842 wieder ein. Anfang 1842 eröffnete die nominell unabhängige, aber unter Kontrolle der S&DR stehende Shildon Tunnel Company einen 1225 yards (1120 m) langen Tunnel durch die Hügel bei Shildon ins Wear-Tal. Im Mai 1842 eröffnete die S&DR zusätzlich einen 2 Meilen (3,2 km) langen Abschnitt zum Bahnhof South Church südöstlich von Bishop Auckland. Von dort aus betrieb sie einen vierspännigen Pferdeomnibus nach Rainton Meadows, wo Anschluss an die Durham Junction Railway nach Gateshead in der Nähe von Newcastle bestand.
1845 ließ eine Royal Commission zwischen York und Darlington Geschwindigkeitstests durchführen, um die von der Great Western Railway mit einer Spurweite von 7 Fuß (2134 mm) gebauten Strecken mit der von anderen britischen Bahngesellschaften bevorzugten Spurweite von 4 Fuß 8½ Zoll (1435 m) zu vergleichen. Eine Lokomotive erreichte dabei Geschwindigkeiten von bis zu 60 mph (97 km/h) ohne angehängte Last sowie von 43¼ mph (70 km/h) bei einer Zugleistung von 81 Tonnen. Versuche mit Breitspurlokomotiven ergaben zwar bessere Leistungen, aber die Kommission empfahl, neue Strecken mit der gebräuchlicheren schmaleren Spurweite zu bauen. Somit begann sich die von der S&DR ursprünglich festgelegte Spurweite als Standard durchzusetzen. 1846 installierte die S&DR einen elektrischen Telegrafen von Alexander Bain, um die Durchfahrt der Züge durch den Shildon-Tunnel zu regeln.

### Bahnbetrieb in den 1830er Jahren

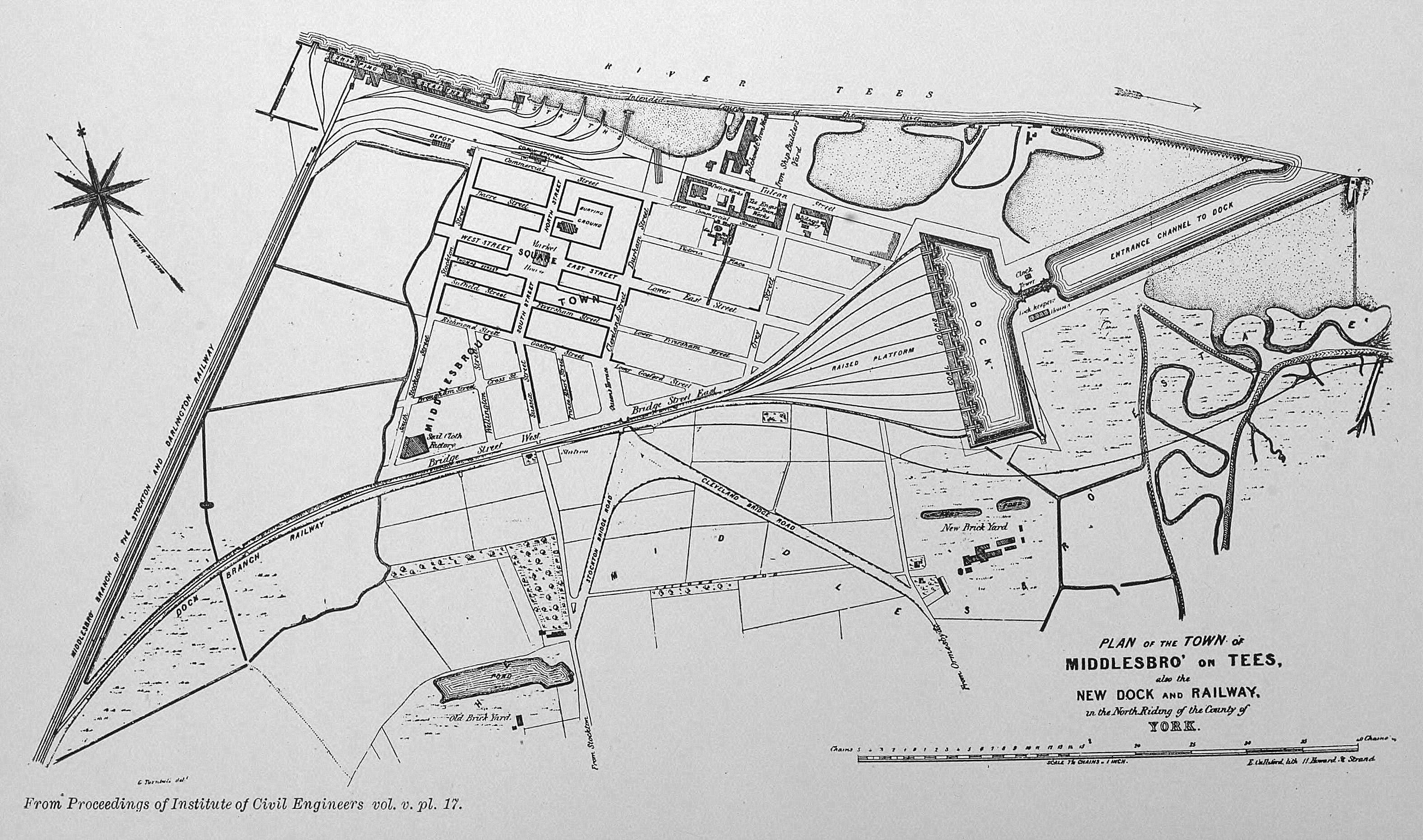
Karte des Middlesbrough Dock

Bis 1839 verlegte die S&DR neue Schienen mit einem Gewicht von 64 Pfund/yard (32 kg/m). Damals besaß sie etwa 30 Dampflokomotiven, die meisten davon mit drei Antriebsachsen. Der Streckenabschnitt zwischen Shildon und Stockton führte bergab, so dass die Kohlenzüge mit bis zu 6 mph (10 km/h) zu den Docks fahren konnten. Die Lokführer wurden mit einem Bußgeld belegt, wenn sie schneller als 8 mph (13 km/h) unterwegs waren. Im Durchschnitt verkehrten täglich etwa 40 Kohlenzüge mit je 28 Waggons. Bahnhöfe befanden sich in Stockton, Middlesbrough, Darlington, Shildon und West Auckland, zusätzlich hielten die Züge auch in Middlesbrough Junction, Yarm Junction, Fighting Cocks und Heighington. Einige der umgebauten Kutschen waren noch im Einsatz, aber es gab mittlerweile auch moderne Reisezugwagen. Von diesen waren einige erster Klasse mit drei Abteilen für jeweils acht Fahrgäste, die übrigen zweiter Klasse mit bis zu 40 Sitzplätzen. 1835 führte die S&DR auch eine dritte Klasse ein, da Personen, die sich keine Fahrkarte zweiter Klasse leisten konnten, die Gleise entlanggingen. Gepäck und manchmal auch der Schaffner reisten auf dem Wagendach.

Eisenbahnen zwischen Darlington und Newcastle

Die Durchschnittsgeschwindigkeit der Personenzüge betrug 22 bis 25 mph (35 bis 40 km/h), die Höchstgeschwindigkeit 42 mph (67 km/h). 1839 verkehrten täglich zwölf Züge zwischen Middlesbrough und Stockton, sechs zwischen Stockton und Darlington sowie drei zwischen Darlington und Shildon. Ab Shildon fuhr ein Wagen, ausgestattet mit einer selbsttätigen Bremse von William Rankine, über die Brusselton Inclines und wurde dann von einem Pferd nach St Helen Auckland gezogen. Im Bradshaw’s Railway Guide von März 1843 waren fünf Züge pro Tag von Darlington via Shildon nach South Church und drei zwischen Shildon und St Helens aufgeführt, ebenfalls verzeichnet waren sechs Züge von Stockton über Seaton nach Hartlepool, die über die Clarence Railway und die 1841 eröffnete Stockton and Hartlepool Railway verkehrten.
Zu diesem Zeitpunkt war der Hafen von Darlington mit dem Umfang der Ein- und Ausfuhren überfordert. 1839 begann der Bau des von William Cubitt entworfenen Middlesbrough Dock, das 150 Schiffe fassen konnte und von dem dort ansässigen Bauingenieur George Turnbull errichtet wurde. An die Stelle der Hängebrücke über den Tees trat 1841 eine gusseiserne Brücke auf gemauerten Pfeilern. Nach drei Jahren Bauzeit und Ausgaben in Höhe von 122.000 Pfund fand die feierliche Einweihung des neuen Docks am 12. Mai 1842 statt. Die S&DR stellte den größten Teil der Finanzierung zur Verfügung und übernahm das Dock schließlich im Jahr 1849.

### Newcastle and Darlington Junction Railway
Die GNER hatte ihr gesamtes Kapital von 1,33 Millionen Pfund für den Abschnitt York–Croft–Darlington ausgegeben, der Weiterbau nach Newcastle war nicht finanziert. Als das Parlament den möglichen Bau einer Verbindung zwischen England und Schottland beriet, bevorzugte es eine Variante über Nordwestengland. Der Finanzier George Hudson leitete eine Versammlung von Vertretern jener Bahngesellschaften, die eine Strecke über Nordostengland vorantreiben wollten. In den 1830er Jahren waren in der Region zwischen Darlington und Newcastle mehrere nicht miteinander verbundene Eisenbahnen eröffnet worden. Robert Stephenson erhielt den Auftrag, eine Streckenführung festzulegen, die diese Eisenbahnen so weit wie möglich nutzte. Die Newcastle and Darlington Junction Railway (N&DJR) wich im südlichen Abschnitt geringfügig von der GNER-Strecke ab, ehe sie in Rainton auf die Durham Junction Railway traf und die Pontop and South Shields Railway von Washington bis Brockley Whins (heute South Tyneside) nutzte. Dort würde eine neue Kurve zur Brandling Junction Railway einen direkten Zugang nach Gateshead ermöglichen. Dies erforderte den bau von 25½ Meilen (40,8 km) neuer Strecke, was die geplante GNER-Strecke um 9 Meilen (14,4 km) abkürzen würde.
Zwischen Darlington und Newton Aycliffe würde die N&DJR auf einer Entfernung von 5 Meilen (8 km) weitgehend parallel zur S&DR verlaufen. Pease forderte, in diesem Bereich ausschließlich die S&DR zu nutzen, denn dadurch wäre die Verbindung lediglich 1½ Meilen (2,4 km) länger. Als die GNER 1842 ihren Gesetzesentwurf dem Parlament unverändert vorlegte, erhob die S&DR Einspruch. Trotzdem erhielt der Newcastle and Darlington Junction Railway Act am 18. Juni 1842 den Royal Assent. Ein zweites Gesetz im folgenden Jahr sicherte die Abweichungen von Stephenson empfohlener Route im Süden. Nach der Eröffnungsfeier am 18. Juni 1844 begann am folgenden Tag der durchgehende Verkehr zwischen London und Gateshead (Newcastle war erst 1849 mit der Fertigstellung der High Level Bridge über den Tyne direkt erreichbar). Die N&DJR machte ein Angebot, die GNER zu pachten und innerhalb von fünf Jahren zu übernehmen. Als die N&DJR am 1. Juli 1845 übernommen wurde, stieg der Wert der GNER-Aktien um 44 Prozent. 1847 ging die N&DJR in der größeren York, Newcastle and Berwick Railway (YN&BR) auf, diese wiederum sieben Jahre später in der North Eastern Railway.

### Anschlussbahnen im Wear-Tal und nach Redcar

Karte der Wear Valley Railway

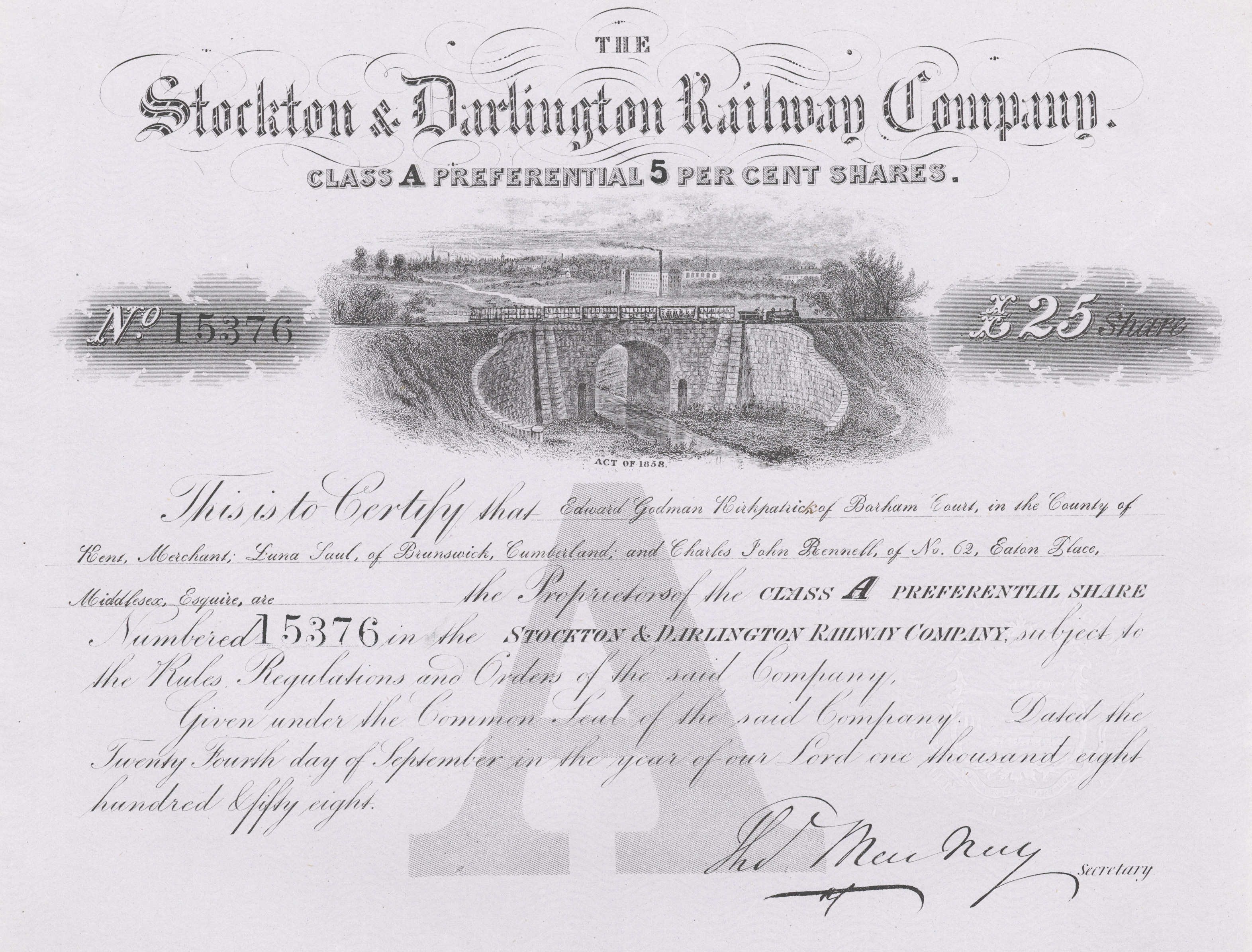
Vorzugsaktie der S&DR (1858)

Die Bishop Auckland and Weardale Railway (BA&WR) erhielt im Juli 1837 die Genehmigung zum Bau einer 8¼ Meilen (13,3 km) langen Strecke von South Church nach Crook. Zusammen mit einem Bahnhof in Bishop Auckland wurde sie am 8. November 1843 eröffnet. Bereits seit 1834 bestand die Stanhope and Tyne Railway, eine 33 ¾ Meilen (54,3 km) lange Strecke zwischen South Shields und Stanhope. Der Abschnitt östlich von Annfield wurde mit Dampflokomotiven befahren, westlich davon bewältigten stationäre Maschinen oder die Schwerkraft die Steigungen, wobei Pferde die Waggons über den ebenen Teil der Strecke zogen. Die Kalköfen und der Streckenabschnitt zwischen Stanhope und Carrhouse stellten 1840 ihren Betrieb ein, und da der Abschnitt Stanhope–Annfield verlustbringend war, musste die insolvente Eisenbahngesellschaft am 5. Februar 1841 aufgelöst werden. Der nördliche Abschnitt wurde zur Pontop and South Shields Railway, während die neu gegründete Derwent Iron Company den südlichen Abschnitt Stanhope–Carrhouse erwarb, ihn in Wear and Derwent Railway umbenannte und für den Transport von Kalkstein von den Steinbrüchen zu den Werken in Consett nutzte.
Die Weardale Extension Railway führte von Waskerley an der Wear and Derwent nach Crook an der BA&WR und umfasste die Sunniside Incline, an der eine stationäre Maschine in Betrieb war. Die von der Derwent Iron Company finanzierte, 10 Meilen (16 km) lange Strecke wurde von der S&DR gebaut und am 16. Mai 1845 eröffnet. Am 1. September 1845 nahm die Weardale Extension Railway den Personenverkehr auf. Nördlich von Crook wurden die Kutschen und Waggons die Sunniside Incline hinaufgezogen. Eine Lokomotive zog den gemischten Zug bis Waskerley Park Junction, dann wurde er die Nanny Mayor’s Incline hinuntergelassen, worauf eine Lokomotive ihn weiterbrachte. Auf dem Rückweg mussten die Wagen vorschriftsgemäß die Sunniside Incline hinunterfahren und der Zugführer ließ sie mittels der Wagenbremsen in den Bahnhof Crook. Später, am 1. Juli 1858, ersetzte ein 730 Fuß (222,5 m) langes Viadukt die beiden Steigungen im Tobel von Hownes Gill. Eine Umleitung, welche die Nanny Mayor’s Incline ersetzte, sowie eine Kurve, die den Zügen aus Crook eine direkte Verbindung nach Rowley ermöglichte, gingen am 23. Mai 1859 für den Güterverkehr und am 4. Juli 1859 für den Personenverkehr in Betrieb.
Am 21. Juli 1845 erhielt die Middlesbrough and Redcar Railway die Genehmigung zum Bau einer kurzen Verlängerung nach Redcar. Die am 4. Juni 1846 eröffnete Strecke zweigte kurz vor dem Endbahnhof Middlesbrough ab, der geschlossen und am selben Tag durch einen neuen Durchgangsbahnhof ersetzt wurde. Ebenfalls im Juli 1845 erhielt die Wear Valley Railway die Genehmigung, eine 12 Meilen (19,2 km) lange Strecke von Bishop Auckland nach Frosterley zu bauen; sie ging am 3. August 1847 in Betrieb. Das Gesetz erteilte der S&DR auch die Genehmigung für eine Zweigstrecke nach Bishopley. Über diese wurden allein im Jahr 1868 über 500.000 Tonnen Kalkstein befördert. 1862 erfolgte die Verlängerung der Wear Valley Railway von Frosterley nach Stanhope.
Kurz vor der Eröffnung ihrer Strecke am 22. Juli 1847 übernahm die Wear Valley Railway den Shildon-Tunnel, die Bishop Auckland and Weardale Railway, die Weardale Extension Railway und die Wear and Derwent Railway. Anschließend pachtete die S&DR die Wear Valley Railway und die Middlesbrough and Redcar Railway für 999 Jahre. Dies erforderte eine jährliche Zahlung von 47.000 Pfund, was die Nettoeinnahmen der SD&R überstieg. Der Verkehr der Derwent Iron Company musste in einer Zeit finanzieller Schwierigkeiten reduziert werden, und die Black-Boy-Zeche ging dazu über, ihre Kohle nach Hartlepool zu schicken. 1848 und in den folgenden Jahren konnte keine Dividende ausbezahlt werden, die Pachtzahlungen erfolgten aus den Rücklagen. Die S&DR kündigte im November 1848 die Einreichung einer Gesetzesvorlage an, die eine Verpachtung durch die YN&BR und eine Fusion mit ihr ermöglichen sollte. Sie zog sie jedoch zurück, als der Aktienkurs der YN&BR abgestürzt war und ihr Vorsitzender Hudson zurücktrat, nachdem Fragen zu seinen Aktiengeschäften aufgeworfen worden waren. 1850 verfügte die S&DR über ein Grundkapital von 250.000 Pfund, hatte aber Schulden in der Höhe von 650.000 Pfund, wobei der größte Teil bis 1849 ohne Ermächtigung des Parlaments aufgenommen worden war. Bis 1851 wurden die Schulden in Aktien umgewandelt.

### Eisenerz und Tourismus in Cleveland

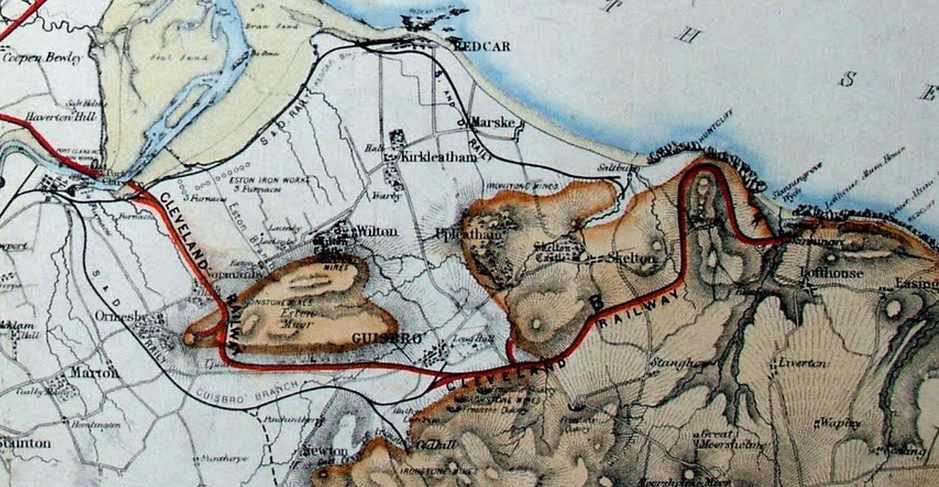
Eisenbahnen in Cleveland um 1863 (Strecke der Cleveland Railway rot markiert)

Mitte 1850 entdeckten Henry Bolckow und John Vaughan bei Eston in der Region Cleveland ein Eisenerzflöz. Sie eröffneten ein Bergwerk, legten eine Zweigstrecke zur Middlesbrough and Redcar Railway an und begannen, Eisensedimente über die S&DR zu Hochöfen westlich von Bishop Auckland zu transportieren. Bis 1851 eröffnete die Derwent Iron Company in der Gegend ein weiteres Bergwerk und begann mit dem Transport von Eisensedimenten über eine Entfernung von 87 km bis nach Consett, Die S&DR beglich die Rückstände auf ihre Schulden und konnte im folgenden Jahr eine Dividende von vier Prozent zahlen. Zwischen 1849 und 1853 nahm der Verkehr um mehr als das Doppelte zu.
Im Jahr 1852 baute die Leeds Northern Railway (LNR) eine Strecke von Northallerton zu einem Knotenpunkt mit der Strecke Stockton-Hartlepool; ein Teil der Strecke verlief parallel zur S&DR entlang der Straße von Yarm nach Stockton. Die S&DR verlief ursprünglich auf der Ostseite der Straße, doch die LNR baute ihre Strecke mit vier Gleisen auf der anderen Straßenseite und verpachtete zwei an die S&DR für eine Pacht von einem Shilling pro Jahr. Am 25. Januar 1853 eröffneten die LNR und die SD&R einen gemeinsamen Bahnhof in Eaglescliffe mit einem Inselbahnsteig, wobei eine Seite von der S&DR und die andere von der LNR genutzt wurde. Anstatt den Zügen die Möglichkeit zu geben, sich der entsprechenden Bahnsteigseite aus beiden Richtungen zu nähern, ordnete der Kontrollbeamte des Board of Trade an, dass Züge, die sich von der verkehrten Seite her näherten, zuerst durchfahren und dann rückwärts einfahren mussten.
Die Middlesbrough and Guisborough Railway, mit zwei Abzweigungen in die eisenerzreichen Hügel, erhielt am 17. Juni 1852 die Genehmigung des Parlaments. Edward Pease musste Dividenden garantieren, um die erforderlichen Mittel aufzubringen. Die 15,3 km lange, eingleisige Bahnstrecke wurde von der S&DR betrieben und am 11. November 1853 für den Bergbau sowie am 25. Februar 1854 für den Personenverkehr freigegeben. Da zwischen den Bahnhöfen ein elektrischer Telegraf installiert war, durften Personenzüge einen Bahnhof erst verlassen, nachdem die Strecke freigegeben worden war.
1857 ging in der Nähe des Durham-Kohlereviers an der Nordseite des Tees ein weiterer Hochofen in Betrieb. Mit Unterstützung des Konkurrenzunternehmens West Hartlepool Harbour and Railway schlug die Durham and Cleveland Union Railway eine Strecke von den Bergwerken in Skinningrove und Staithes über Guisborough und eine Brücke über die Middlesbrough and Redcar Railway zu einer Anlegestelle bei Cargo Fleet vor, von wo aus eine Fähre das Erz über den Tees zu den Hochöfen bringen sollte. Als der Vorschlag dem Parlament vorlag, schlug die S&DR vor, die Middlesbrough and Redcar Railway bis Saltburn zu verlängern und den Tees mit einer Drehbrücke zu überqueren. Die Cleveland Railway erhielt die Genehmigung für eine Strecke von Skinningrove bis Guisborough, die S&DR die Genehmigung für eine Verlängerung nach Saltburn und eine Abzweigung zu einem Bergwerk in Skelton. Der vom Parlament verabschiedete S&DR Act von 1858 genehmigte auch die Fusion der S&DR mit den von ihr gepachteten Eisenbahnen.

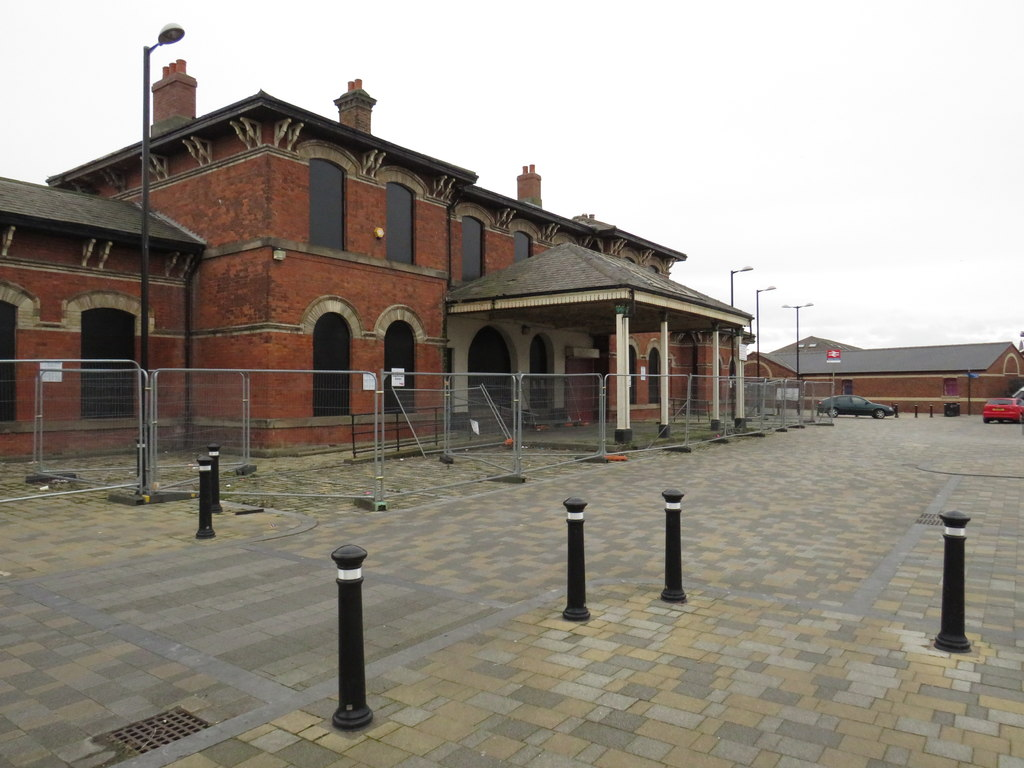
Bahnhof Redcar Central (eröffnet 1861)

Ein im darauffolgenden Jahr gestellter Antrag an das Parlament für eine Anlegestelle blieb erfolglos, aber 1860 erhielt die Upsall, Normanby and Ormesby Railway die Genehmigung für eine Strecke mit Zugang zum Fluss, da die S&DR die Exklusivrechte am Ufer abgelehnt hatte. Die Tees Conservancy Commission (TCC) – eine Organisation, welche die Aufgaben der Tees Navigation Company übernommen hatte – war ebenfalls gegen die Anlegestelle; sie vertäute Kähne entlang des Ufers, um den Bau zu behindern. Als ein von der TCC entsandter Dampfschlepper die Fährleute beim Umsetzen der Kähne störte, kam es zu einer Prügelei (später scherzhaft Battle of the Tees genannt). Die Lastkähne konnten erfolgreich bewegt werden, aber in der folgenden Nacht kam es zu einer ernsteren Auseinandersetzung, als drei Dampfschlepper der TCC eintrafen. Die Polizei bewachte daraufhin die Arbeiten bis zu ihrer Fertigstellung.
Henry Pease, ein S&DR-Direktor und Quäker, besuchte seinen Bruder Joseph Mitte 1859 in dessen Haus am Meer in Marske-by-the-Sea. Als er spät zum Abendessen zurückkehrte, erklärte er, dass er nach Saltburn spaziert sei (damals eine Ansammlung von Fischerhütten), wo er „eine prophetische Vision von einer Stadt auf der Klippe und des ruhigen unberührten Tals, das sich in einen lieblichen Garten verwandelt“ gehabt habe. Die Pease-Familie stimmte zu, die Vision durch die Gründung der Saltburn Improvement Company Wirklichkeit werden zu lassen. Sie kaufte dem Earl of Zetland ein großes Grundstück ab und errichtete darauf das Seebad Saltburn-by-the-Sea. Zur Erschließung des neu entstehenden Touristenortes nahm die S&DR am 17. August 1861 eine Verlängerung ihrer Strecke von Redcar nach Saltburn in Betrieb, wobei in Redcar ein neuer Durchgangsbahnhof den vorherigen Kopfbahnhof ersetzte. In Saltburn endete die Strecke nicht im eigentlichen Bahnhof, sondern etwas weiter östlich an einem Stumpfgleis unmittelbar neben dem luxuriösen Zetland Hotel.

### Über die Pennines

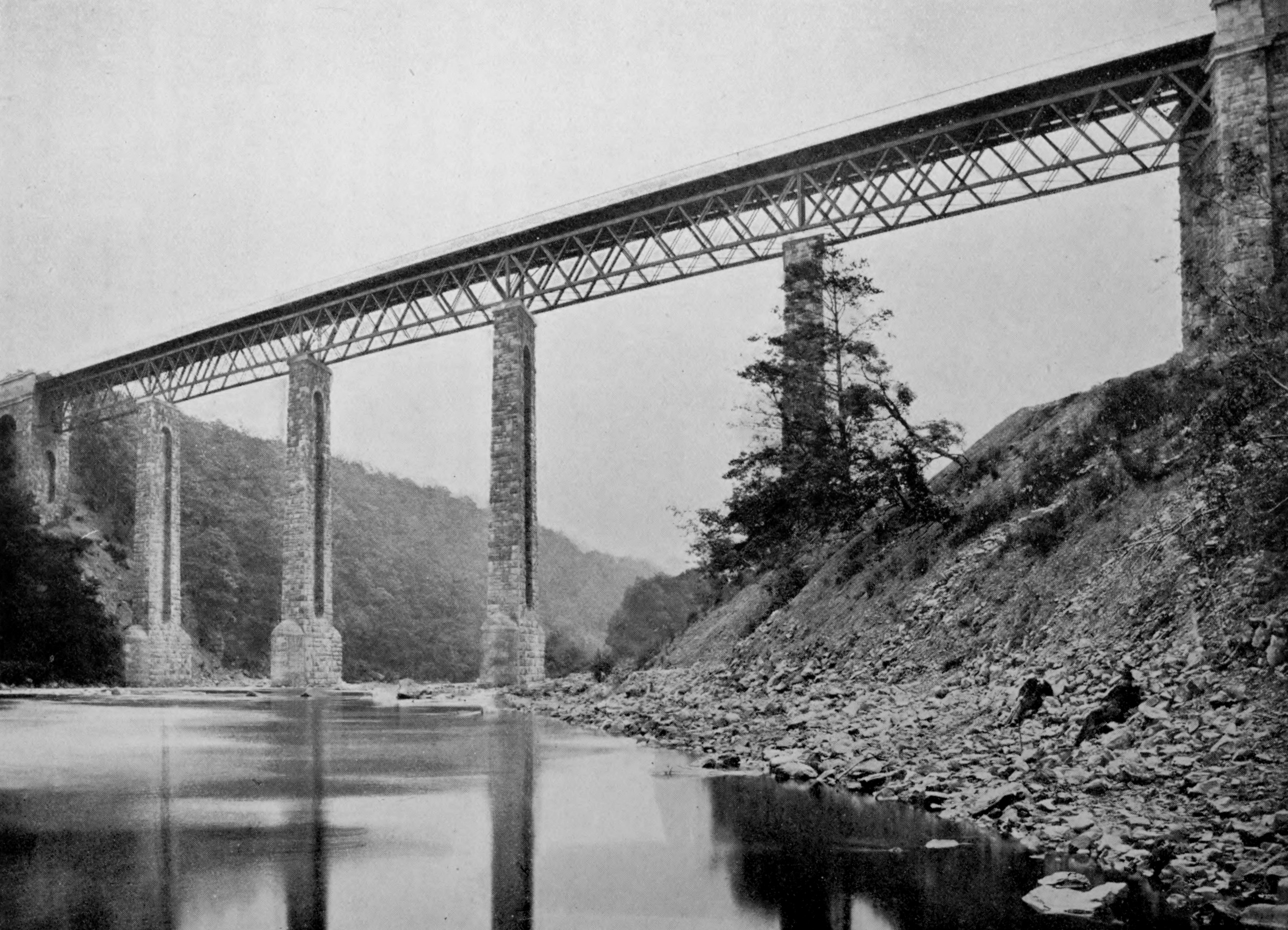
Viadukt über den Tees (1858)

1852 gab es erstmals einen Vorschlag für den Bau einer Bahnstrecke zur Erschließung des Städtchens Barnard Castle. Sie sollte bei North Road von der S&DR abzweigen und dem Tees entlang verlaufen. Dabei sollte sie so gut wie möglich den Besitz des Duke of Cleveland, der sich gegen ein früheres Projekt ausgesprochen hatte, umgehen. Ein entsprechender Antrag ans Parlament im selben Jahr scheiterte zwar, doch eine überarbeitete Version mündete in ein Gesetz, das am 3. Juli 1854 die Royal Assent erhielt. Am 8. Juli 1858 folgte dann die Eröffnung der 15¼ Meilen (24,5 km) langen Strecke der Darlington and Barnard Castle Railway. Noch im selben Jahr ging die Gesellschaft in der S&DR auf.
Das Eisenerz aus Cleveland ist stark phosphorhaltig und musste daher mit reineren Erzen gemischt werden, wie z. B. mit solchen von der Westküste in Cumberland und Lancashire. In den frühen 1850er Jahren wurde dieses Erz auf dem langen Weg über die Newcastle and Carlisle Railway in die Gegend von Barrow-in-Furness transportiert. Am 20. September 1856 wurden sowohl die South Durham and Lancashire Union Railway (SD&LUR) als auch die Eden Valley Railway (EVR) gegründet. Die SD&LUR machte sich die neue Bahn bei Barnard Castle zunutze. Sie sollte von dort aus via Kirkby Stephen die Pennines überqueren und in Tebay auf die West Coast Main Line (WCML) treffen; außerdem verband sie Barnard Castle mit West Auckland. Die EVR wiederum war eine Zweigstrecke, die im Tal des Eden von Kirkby Stephen über Appleby-in-Westmorland bis zur WCML bei Penrith führte. Am 13. Juli 1857 erhielt die SD&LUR die königliche Zustimmung, am 21. Mai 1858 auch die EVR. Beide Strecken waren von Thomas Bouch vermessen worden. Er hatte eine wirtschaftliche Trasse entworfen, die den Konturen folgte und Tunnel vermied, dennoch waren bis zum 418 m hohen Stainmore Summit beachtliche Steigungen zu bewältigen. Die SD&LUR kaufte zwar Grundstücke, die Platz für zwei Gleise geboten hätten, nutzte die Trasse aber nur für ein Gleis. Seitentäler wurden mit Viadukten überquert, darunter der 317 m lange und 60 m hohe Belah-Viadukt. Anstelle der bisherigen Endstation in Barnard Castle entstand ein Neubau.
Am 26. März 1861 verkehrte der erste Erzzug zwischen Barnard Castle und Barras, am 4. Juli desselben Jahres konnte der Erzverkehr bis Tebay durchgeleitet werden. Einen Tag nach der offiziellen Eröffnungsfeier am 7. August nahm die SD&LUR westlich von Barnard Castle den Personenverkehr auf. Zwei 4-4-0-Lokomotiven mit geschlossenen Führerständen waren 1860 von Stephenson and Co. eigens für diese Strecke gebaut worden. Von Anfang an bot die S&DR als Auftragnehmerin pro Tag zwei Personenzüge hin und zurück an. Die EVR wurde am 8. April 1862 für den Erzverkehr und am 9. Juni 1862 für den Personenverkehr bis zum südlich gelegenen Knotenpunkt in Clifton eröffnet. Im Jahr zuvor hatte die S&DR einen Gesetzesentwurf vorgelegt, um durch die Verlängerung der Strecke bis Penrith bessere Verbindungen für Fahrgäste auf der WCML zu schaffen und die EVR mit der Cockermouth, Keswick and Penrith Railway zu verknüpfen. Dadurch sollten zusätzliche Kapazitäten für den Erzverkehr nach Cumberland geschaffen werden. Die Lancaster and Carlisle Railway stimmte zu, der S&DR Fahrrechte auf ihrem Streckenabschnitt zu gewähren, und der Betrieb konnte am 1. August 1863 bis Penrith ausgedehnt werden.

## Weitere Entwicklung

### Fortschritte und Zusammenschluss

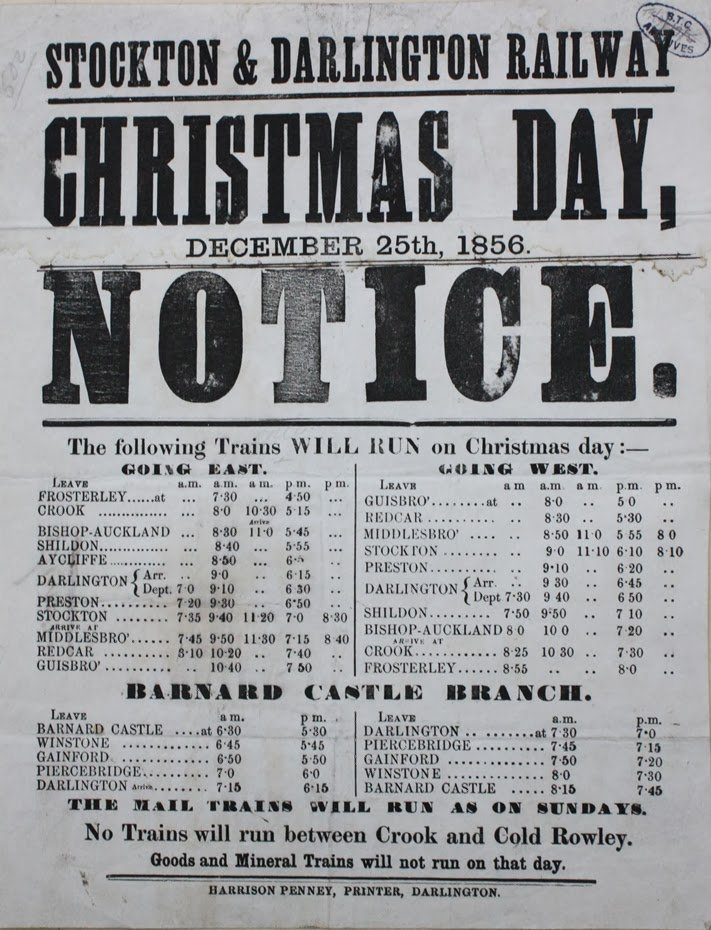
Fahrplan für Weihnachten 1856

Im Jahr 1854 verkehrten fünf oder sechs Züge pro Tag zwischen Darlington und Redcar sowie drei pro Tag zwischen Darlington und Frosterley, bei einer Durchschnittsgeschwindigkeit von 19–24 mph (30–39 km/h). Den Fahrgästen wurden zwischen 1 Penny pro Meile für die dritte Klasse und 2,2 Pence pro Meile für die erste Klasse berechnet. Mitte der 1850er Jahre waren weiterhin vereinzelte Pferdezüge im Einsatz. Beispielsweise verkehrte 1854 sonntags noch immer eine Pferdekutsche zwischen Middlesbrough und Stockton, da die S&DR an diesem Tag ansonsten nur Postzüge verkehren ließ. Erst 1856 ersetzten Lokomotiven die Pferde bei den Personenzügen nach West Auckland. Es besteht Uneinigkeit darüber, ob dies die letzten Pferdezüge waren. Kirby stellt sich auf den Standpunkt, dies sei tatsächlich so der Fall gewesen sei, aber Allen gibt an, dass ein pferdegezogener Eisenbahnwagen mit vier Abteilen bis 1864 zwischen Stockton und Middlesbrough verkehrte; Tomlinson wiederum ist sich nicht sicher.
1853 eröffnete die S&DR in Darlington die Hopetown-Waggonfabrik, später baute sie in der Nähe eine Lokomotivfabrik als Ersatz für ihr Werk in Shildon. Unter William Bouch, der 1840 von Timothy Hackworth die Leitung der Lokomotivabteilung übernommen hatte, stellte sie 1864 ihre erste Lokomotive fertig. Eine neue Streckenführung nördlich des Shildon-Tunnels umging ab 1858 die Brusselton Inclines; im selben Jahr nahm die S&DR den Personenverkehr auf der Zweigstrecke nach Hagger Leases auf und eröffnete eine Erzlinie von Crook über zwei Steigungen nach Waterhouse. Der Abschnitt der SD&LUR zwischen West Auckland und Barnard Castle wurde im Juli 1863 für den Erzverkehr und am 1. August 1863 für den Personenverkehr eröffnet, zusammen mit einer Direktverbindung von Bishop Auckland nach West Auckland. Die Bahnhöfe Evenwood und Cockfield ersetzten jene auf dem Hagger-Leases-Zweig.
1859 war eine Gesellschaft gegründet worden, um die Newcastle and Carlisle Railway über das Derwent-Tal mit der SD&R zu verbinden. 1860 war daraus die Newcastle, Derwent and Weardale Railway geworden, die nun die S&DR umging und mit der SD&LUR verbunden war; zwei Drittel des Kapitals stellten die North British Railway und die London and North Western Railway (LNWR) zur Verfügung. Die LNWR schlug vor, Lagerhäuser in Hartlepool zu bauen und Anteile an der West Hartlepool Harbour & Railway zu erwerben. Die 1854 durch Zusammenschluss gegründete North Eastern Railway (NER), damals die größte Eisenbahngesellschaft Großbritanniens, kontrollierte die East Coast Main Line von Knottingley (südlich von York) über Darlington nach Berwick-upon-Tweed. Als sie mit einem Fusionsvorschlag an die S&DR herantrat, entschieden die Direktoren, dass sie einen Zusammenschluss mit der NER vorzogen, anstatt Teil der LNWR zu werden, und nahmen Verhandlungen auf. Gegen den Widerstand der NER nahm das House of Commons 1861 den Gesetzesentwurf für die Newcastle, Derwent & Weardale Railway an, doch das House of Lords lehnte die Strecke schließlich ab. Am 30. Juni 1862 übernahm die S&DR sowohl die SD&LUR als auch die EVR.
Mit 200 Streckenmeilen (320 km) und etwa 160 Lokomotiven wurde die Stockton and Darlington Railway am 13. Juli 1863 Teil der North Eastern Railway. Aufgrund einer Klausel in dem vom Parlament erlassenen Gesetz blieb die Bahn zunächst als betrieblich eigenständige Darlington Section erhalten, bis zur Zusammenlegung zur Central Division der NER im Jahr 1876. Nach der Wiedereinführung der Dividende im Jahr 1851 hatten sich die Zahlungen bis Ende 1854 auf 8 Prozent jährlich erhöht und waren danach nicht mehr unter 7,5 Prozent gesunken.

### Als Teil der NER und von British Railways
In den späten 1850er Jahren errichtete die NER eine Zweigstrecke von Durham nach Bishop Auckland, nutzte aber bis Dezember 1867 einen separaten Bahnhof in der Stadt, bis dann alle Züge den S&DR-Bahnhof ansteuerten. Die NER ersetzte die Sunniside Incline durch eine weniger steile Umgehungsstrecke, wobei der steilste Abschnitt aber noch immer eine Neigung von 1,96 % aufwies. Sie wurde am 10. April für den Erzverkehr und am 2. März 1868 für den Personenverkehr freigegeben. In Cleveland eröffnete die NER am 1. Juni 1864 eine Zweigstrecke von Nunthorpe nach Battersby, die ab 1. April 1868 auch Personen beförderte. Die Eröffnung einer weiteren Zweigstrecke von Barnard Castle nach Middleton-in-Teesdale folgte am 12. Mai 1868.
Die Lokomotivfabrik in Darlington arbeitete bis 1875 unabhängig unter Bouch, einige Jahre zuvor nahm die NER eine Umnummerierung der Lokomotiven vor. Es gab eine breite Palette von Lokomotiven, aber der häufigste Typ kam auf den Erzzügen zum Einsatz und hatte eine Achsfolge von 0-6-0; die späteren Lokomotiven waren vom Typ Stephenson mit langen Kesseln (NER 1001 Class). Die meisten Passagierlokomotiven hatten vier angetriebene Räder mit der Achsfolge 2-4-0; einige waren 2-2-2. Bouch hatte 1860 zwei 4-4-0-Drehgestell-Lokomotiven für die Strecke über Stainmore konstruiert, bis 1874 folgten vierzehn weitere mit dieser Radanordnung. Züge auf der S&DR und der East Coast Main Line hielten in Darlington bis 1887 an unterschiedlichen Bahnhöfen. Dann wurden die S&DR-Züge über den umgebauten Bahnhof Darlington Bank Top umgeleitet, um über einen Abzweig südlich von Darlington wieder auf die Strecke nach Stockton sowie auf eine neue Streckenführung nach Oak Tree Junction zu treffen. Eine Verlängerung von Stanhope nach Wearhead wurde 1895 eröffnet und bis Ende des Jahrhunderts erhielt die Strecke über Stainmore nach Tebay ein zweites Gleis.

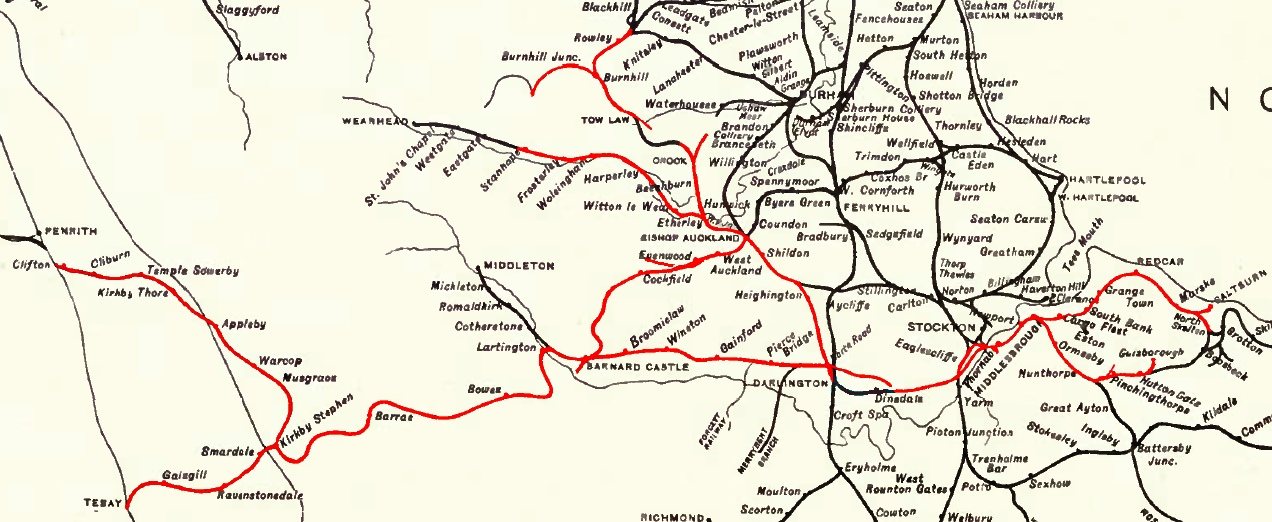
Die frühere S&DR (rot eingezeichnet) als Teil des NER-Streckennetzes im Jahr 1904

Ab 1913 ließ die NER einen Teil der ehemaligen S&DR-Hauptstrecke versuchsweise elektrifizieren, wofür sie Oberleitungen mit 1500 V Gleichspannung verwendete. Daraufhin zogen Elektrolokomotiven der EF1-Klasse Kohlenzüge von Shildon zum Rangierbahnhof Erimus, der 1908 zwischen Middlesbrough und Thornaby-on-Tees eröffnet worden war. Die Züge fuhren zunächst von Shildon nach Simpasture Junction, wechselten dort auf die Strecke der ehemaligen Clarence Railway nach Carlton und gelangten auf einer später errichteten Verbindung nach Middlesbrough. Die Lokomotiven waren 20 Jahre lang in Betrieb, doch dann ging der Kohlenverkehr deutlich zurück, so dass die NER die Aufrechterhaltung des Elektrifizierungssystems als unwirtschaftlich betrachtete.

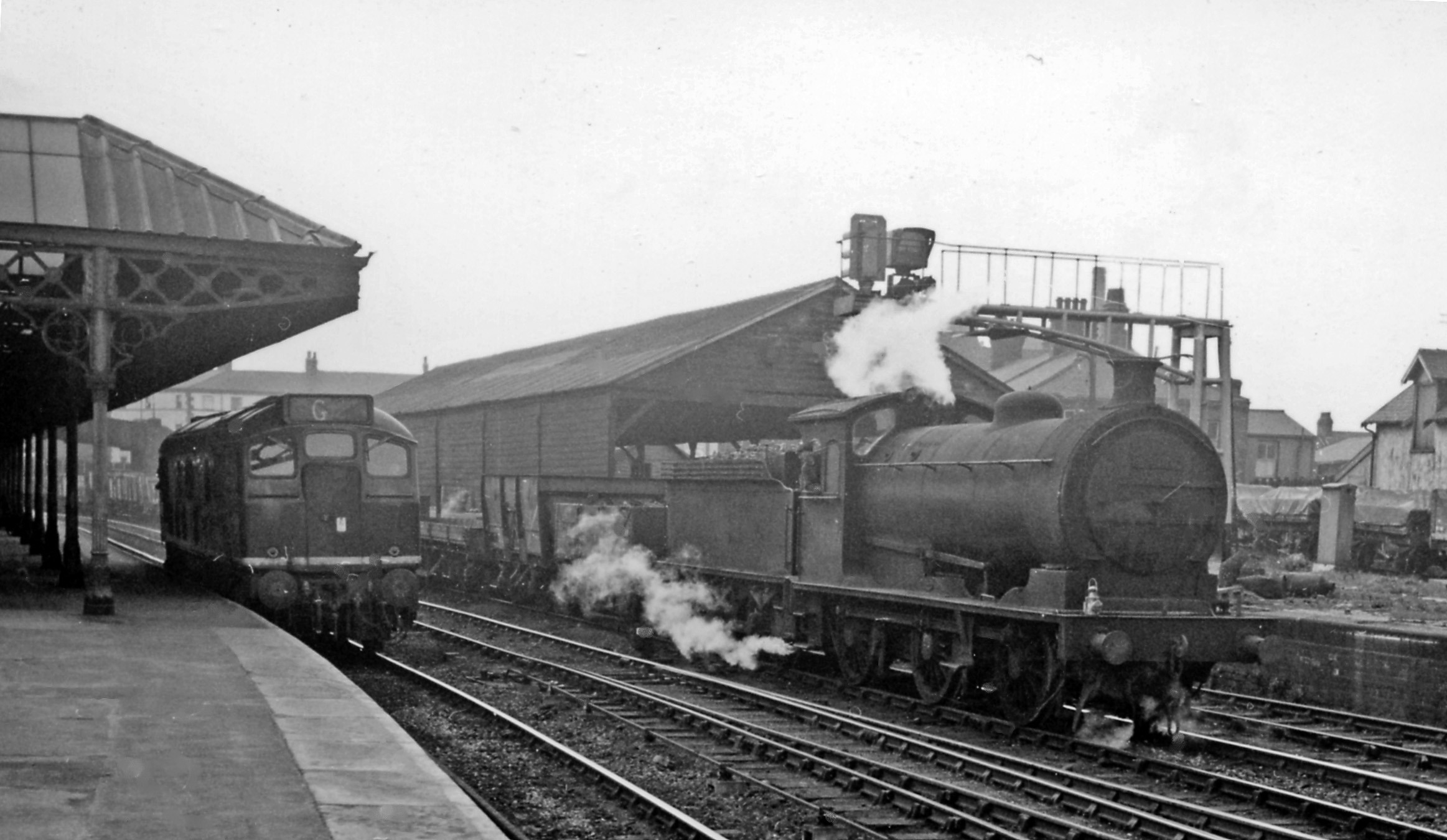
Diesellokomotive im Bahnhof Thornaby (1961)

Infolge des Railways Act 1921 ging die North Eastern Railway am 1. Januar 1923 in der London and North Eastern Railway (LNER) auf. Am 1. Mai 1939 stellte sie den Personenverkehr nördlich von Tow Law (bei Crook) ein. Der acht Jahre später vom Parlament beschlossene Transport Act 1947 führte zur Verstaatlichung der britischen Eisenbahnen am 1. Januar 1948, wodurch das Streckennetz LNER unter die Kontrolle der North Eastern Region von British Railways gelangte. In den frühen 1950er Jahren gab es eine Grenzbereinigung als die Zuständigkeit der früheren S&DR-Strecken zwischen den Regionen North Eastern und London Midland aufgeteilt wurde; dabei bildete der Bahnhof Kirkby Stephen die Grenze. Am 1. Dezember 1952 stellte British Railways den Personenverkehr zwischen Kirkby Stephen und Tebay ein, am 29. Juni 1953 auf der Strecke im Weardale und am 11. Juni 1956 nördlich von Crook.
Ab 1954 übernahmen Dieseltriebzüge sukzessive den Personenverkehr in Nordostengland, also auch auf den ehemaligen S&DR-Strecken. Im Februar 1958 wurde die Strecke über Stainmore entsprechend umgestellt. British Railways stellte den Personenverkehr zwischen Barnard Castle und Penrith am 20. Januar 1962 ein, am 12. Juni 1962 zwischen Bishop Auckland und Barnard Castle. 1963 veröffentlichte Richard Beeching einen Bericht, in dem er empfahl, schwach genutzte Bahnhöfe und Strecken des britischen Eisenbahnnetzes stillzulegen. Dazu gehörten alle verbliebenen ehemaligen S&DR-Strecken mit Ausnahme der Hauptstrecke Darlington–Stockton–Middlesbrough–Saltburn. Als erste Strecke fiel im August 1964 Nunthorpe–Guisborough der so genannten „Beeching-Axt“ zum Ofer, der Betrieb zwischen Middlesbrough und Nunthorpe blieb hingegen erhalten. Am 30. November 1964 folgten die Strecke zwischen Darlington und Barnard Castle sowie die Zweigstrecke nach Middleton-in-Teesdale. Der Betrieb nördlich von Bishop Auckland wurde am 8. März 1965 komplett eingestellt. Auf dem Streckenabschnitt zwischen Darlington und Bishop Auckland hätte der Personenverkehr ebenfalls eingestellt werden sollen, blieb aber aus Gründen der Regionalentwicklung erhalten.

### Jubiläumsfeierlichkeiten

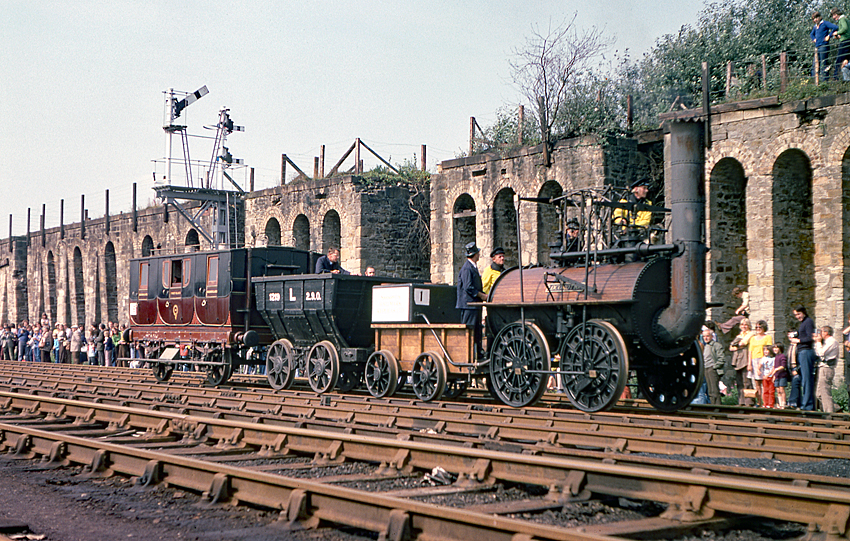
Die Locomotion No. 1 in Shildon (1975)

Die Stockton and Darlington Railway war nicht die erste frei zugängliche Eisenbahn und Fahrgäste waren zuvor schon sporadisch befördert worden, doch sie galt als endgültiger Beweis für die Wirksamkeit von Dampflokomotiven im öffentlichen Verkehr. Am 27. und 28. September 1875 wurde der 50. Jahrestag der Eröffnung der ersten dampfbetriebenen öffentlichen Eisenbahn der Welt mit einer Jubiläumsfeier begangen. In den Werkstätten an der North Road in Darlington fand eine Lokomotivausstellung statt und im Rahmen eines Banketts wurde eine Statue von Joseph Pease enthüllt.
Fünfzig Jahre später fand im Juli 1925 die Hundertjahrfeier statt, um ausländischen Besuchern des Internationalen Eisenbahnkongresses die Teilnahme zu ermöglichen. Der Herzog und die Herzogin von York (der spätere König George VI. und die Königinmutter) eröffneten eine Ausstellung in der neuen Faverdale-Waggonfabrik. Am folgenden Tag beobachtete das Herzogspaar eine Parade von Lokomotiven zwischen Stockton und Oak Tree Junction. Dabei verkehrte die Locomotion No. 1 mittels eines Benzinmotors in einem speziell angefertigten Tender. Am 27. September fand in Manchester ein Fest statt, das auf einen Sonntag fiel, damit die Eisenbahner daran teilnehmen konnten. In einem Festumzug wurde gezeigt, wie sich das Verkehrswesen im Laufe der Zeit verändert hatte – von einer Gruppe Britannier, die einen Baumstamm mit ihren Habseligkeiten darauf schleppten bis zu Stephensons Rocket; ein zweiter Festumzug zeigte die Locomotion No. 1 und modernere Lokomotiven.
Am 31. August 1975 fand zur Feier des 150. Jahrestages eine Parade zwischen Shildon und Heighington statt, bei der eine nachgebaute Locomotion No. 1 an der Spitze einer Prozession von Lokomotiven stand, vervollständigt durch den Prototyp eines Hochgeschwindigkeitszuges der Baureihe 252. Im selben Jahr eröffnete Philip, Duke of Edinburgh das National Railway Museum in York. Es vereinigte Exponate aus dem LNER-Museum in York, das 1875 eröffnet worden war, und aus dem National Transport Museum in Clapham.

### Kulturerbe

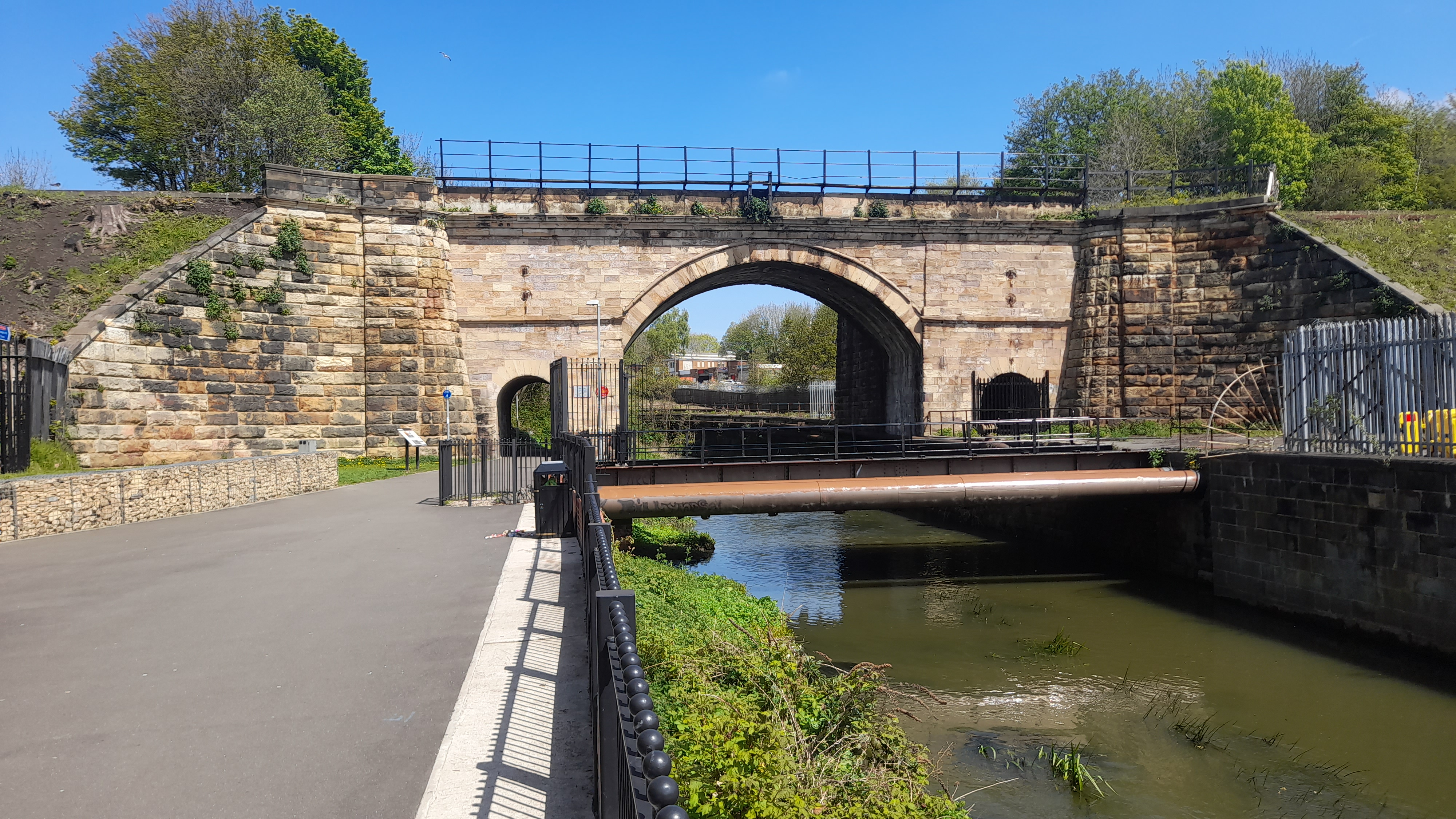
Skerne Bridge (2021)

An der North Road in Darlington stehen die Bahnhofsgebäude und der Güterschuppen unter Denkmalschutz (Grade II*), als Teil des Eisenbahnmuseums Head of Steam. In der Nähe befindet sich die ehemalige Waggonfabrik, die heute von einem Verein als Werkstatt für historische Dampflokomotiven genutzt wird. Etwas weiter östlich steht die Skerne Bridge, die älteste durchgehend benutzte Eisenbahnbrücke der Welt. Das Locomotion Museum in Shildon, das zum National Railway Museum gehört, beherbergt historische Eisenbahnfahrzeuge, darunter die Locomotion No. 1. Auf dem Gelände befinden sich das Haus von Timothy Hackworth, seine Werkstätte und ein ehemaliges Kohlelager. Die Museumsbahn Weardale Railway bietet auf ihrer Strecke von Bishop Auckland nach Eastgate-in-Weardale Sonderzüge an.
Am 14. Juni 2007 kamen beim Bau einer Straße in der Nähe von Lingfield Point einige der ursprünglichen Steinschwellen zum Vorschein, die 1825 von der Stockton & Darlington Railway verwendet worden waren. Die Steine wiegen jeweils etwa 75 Pfund (34 kg) und weisen Schraubenlöcher für die Verbindungsstücke auf, mit denen die Schienen befestigt waren. Südlich von Darlington befahren die Züge einen im Jahr 1887 neu erbauten Abschnitt, bevor sie an der Oak Tree Junction wieder auf die ursprüngliche Trasse nach Stockton-on-Tees treffen.

### Heutiger Bahnverkehr

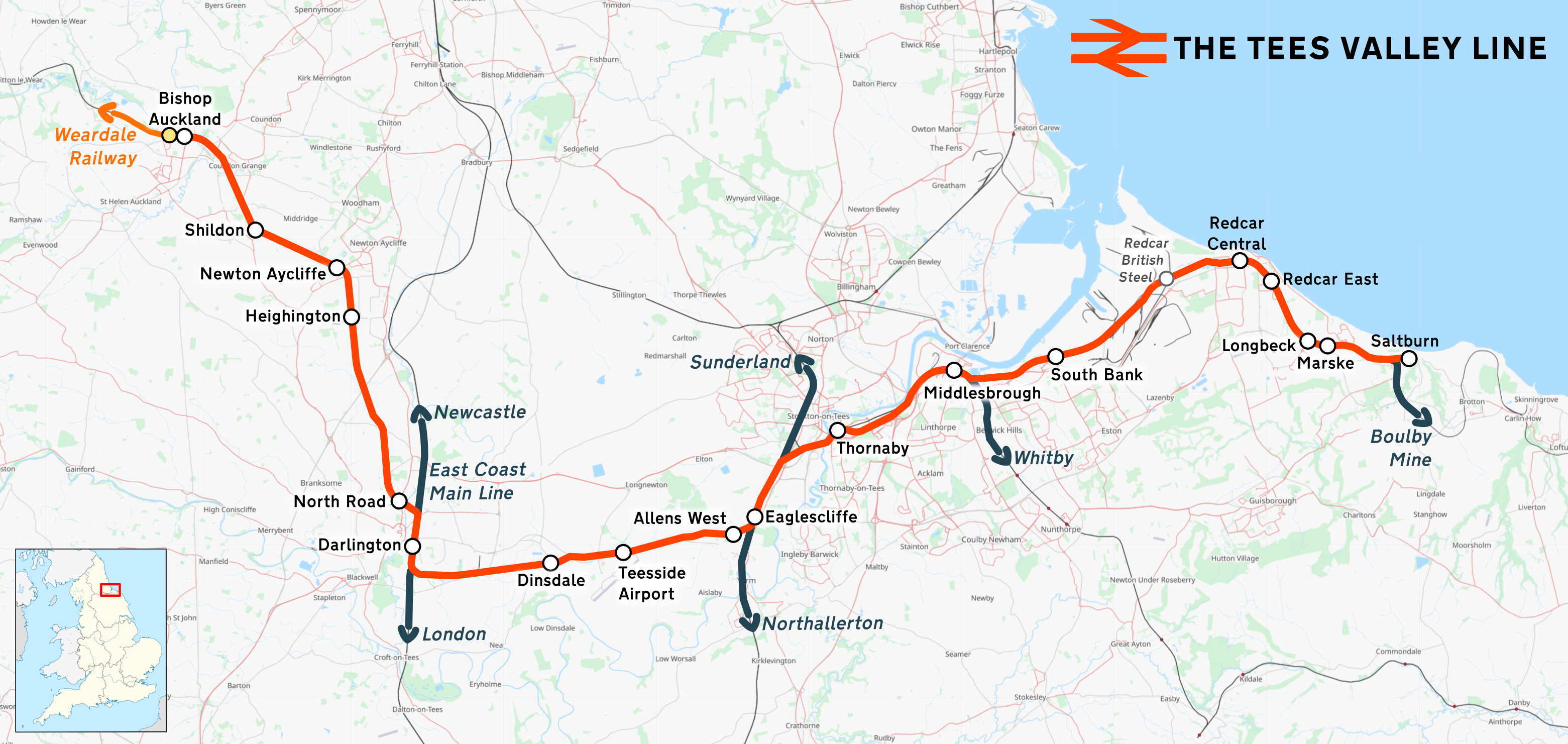
Heutige Tees Valley Linie

Die heutige Tees Valley Line nutzt den größten Teil der ehemaligen Stockton and Darlington Railway zwischen Bishop Auckland und Saltburn-by-the-Sea. Ab Bishop Auckland ist die nicht elektrifizierte Strecke eingleisig bis Shildon, zweigleisig bis Heighington und erneut eingleisig bis zur Einmündung in die East Coast Main Line nördlich von Darlington. Südlich von Darlington fahren die Züge auf der neuen Strecke von 1887, bevor sie an der Oak Tree Junction auf die ursprüngliche Strecke von 1825 nach Stockton treffen. In Eaglescliffe kreuzt sie sich mit der Bahnstrecke Northallerton–Hartlepool. Anschließend folgt sie wieder weitgehend der alten Trasse bis Saltburn, mit Ausnahme späterer Abweichungen bei Thornaby (1908) und Redcar (1978). Die Strecke der ehemaligen Middlesbrough and Guisborough Railway bildet bis Nunthorpe einen Teil der heutigen Esk Valley Line zwischen Middlesbrough und Whitby.